# Glasgow
Pour les articles homonymes, voir Glasgow (homonymie).
Glasgow (en français : /ɡlas.ɡo/ ; en anglais : /ˈɡlazɡo/ ou /ˈɡlæzɡəʊ/ ; en scots : Glesga /ˈɡlezɡə/  ; en gaélique écossais : Glaschu /ˈkl̪ˠas̪əxu/ ) est la principale métropole d’Écosse et la troisième ville du Royaume-Uni, derrière Londres et Birmingham. Elle a aussi le statut de council area et de région de lieutenance, après avoir eu celui de district au sein de la région du Strathclyde (du 15 mai 1975 au 31 mars 1996) dont elle est le siège. Elle est située dans l'Ouest de la partie centrale des lowlands écossaises. Le gentilé Glaswégien désigne aussi, au singulier, le dialecte local.
Ainsi, la naissance de la ville repose sur deux fondations médiévales : l'ancien archidiocèse de Glasgow et l’université de Glasgow en 1451. L'essor décisif survient toutefois après les Lumières écossaises, imposant un précoce taux d'alphabétisation et une rapide transition de la maîtrise de l'outil au machinisme. À partir du XVIIIe siècle, Glasgow est un centre considérable du commerce transatlantique et pendant la révolution industrielle, au XIXe siècle, l’ingénierie et la construction navale prennent le relais.
Appelée, après Londres, « la deuxième ville de l’Empire britannique »  pendant les époques victorienne et édouardienne malgré sa triste réputation de ville de taudis,,, Glasgow reste aujourd'hui encore l’un des centres financiers les plus importants d’Europe et accueille les quartiers généraux de grandes entreprises écossaises. En 2012, Glasgow est classée 44e ville mondiale pour la qualité de ses infrastructures.

## Géographie

### Situation
Glasgow se situe dans le centre-ouest de l'Écosse dans la vallée de la Clyde. La ville couvre une superficie de 175,5 km2 et se trouve à 79 km d'Édimbourg et à 599 km de Londres.
Certaines villes notables à proximité de Glasgow sont :

### Hydrographie
La ville est traversée par la Clyde, fleuve qui se jette dans le Firth of Clyde à l'ouest. Ce fleuve est très réputé pour le trafic naval qu'il a généré lors des deux siècles passés, malgré un déclin depuis la fin de la Seconde Guerre mondiale. En 1812 a été ouverte une ligne fluviale reliant Glasgow à Greenock par la Clyde. Le pont de Kingston, construit entre 1967 et 1970, voit passer aujourd'hui plus de 150 000 véhicules par jour.
D'autres rivières traversent la ville, principalement :
- la Kelvin, dont le nom fut utilisé pour créer le titre de Lord Kelvin, qui donna son nom à l'échelle de température absolue ;
- la White Cart Water (en), qui traverse le sud de Glasgow avant de rejoindre la Clyde plus à l'ouest.

### Voies de communication et transports

#### Voies routières

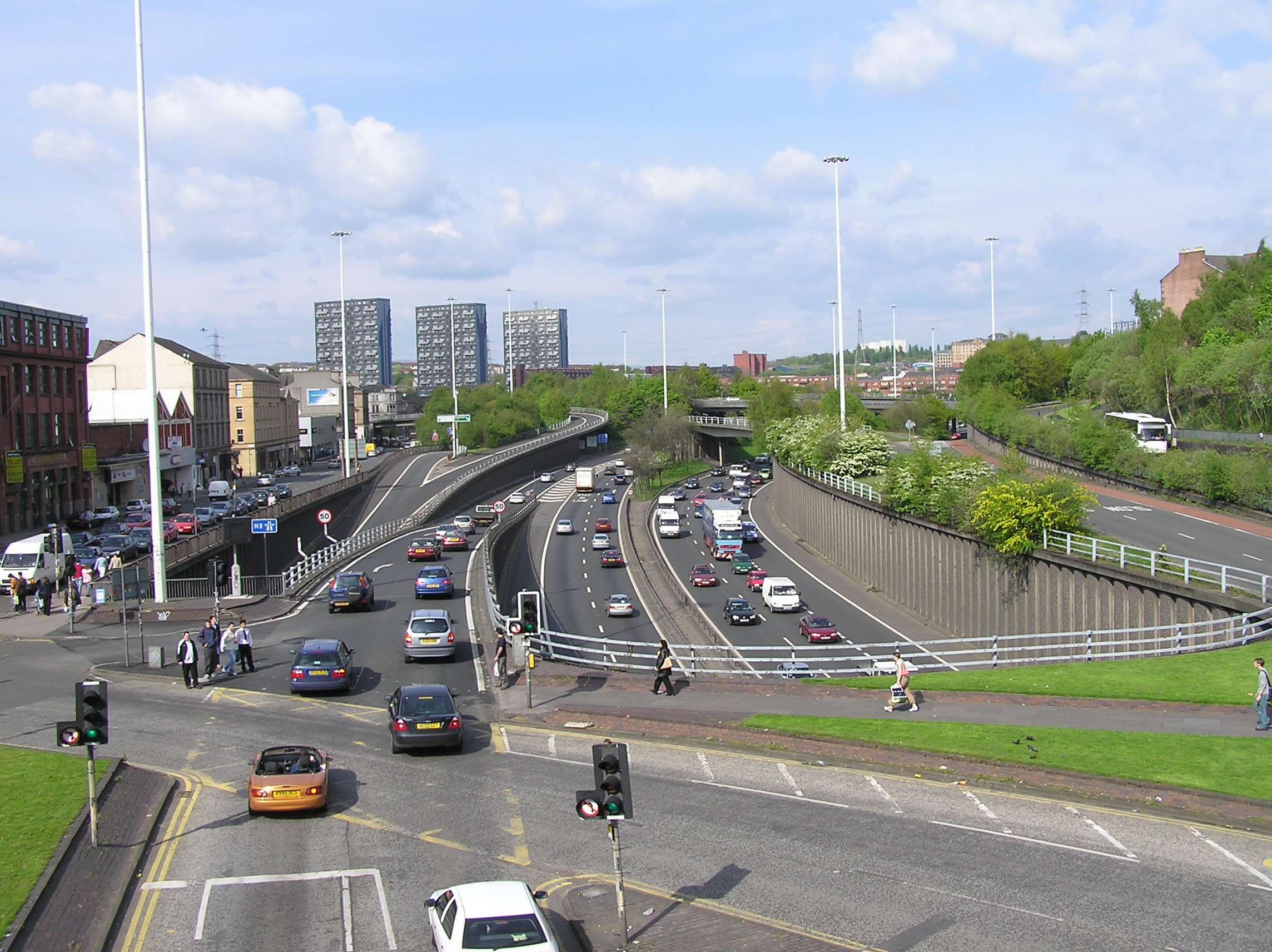
L'autoroute M8, voie de circulation la plus chargée d'Écosse.

Glasgow possède un réseau routier de nationales dense communiquant avec les autres villes d'Écosse. La principale d'entre elles est l'autoroute M8. Elle traverse la ville et coupe les autoroutes M77, M73 et M80. La route A82 relie Glasgow à Argyll et l'ouest des Highlands. L'autoroute M74 rejoint, vers le sud, la ville de Carlisle.

#### Pistes cyclables
La route nationale cyclable 75, reliant Leith à Portavadie, via Glasgow et Édimbourg, a été spécialement conçue pour permettre aux cyclistes de faire le trajet entre les deux plus grandes villes d'Écosse de manière sécurisée. Les bords de cette route sont agrémentés de décorations d'art moderne. En raison de nombreuses dégradations, de nombreux usagers se plaignent régulièrement de cette route,.

#### Transports ferroviaires

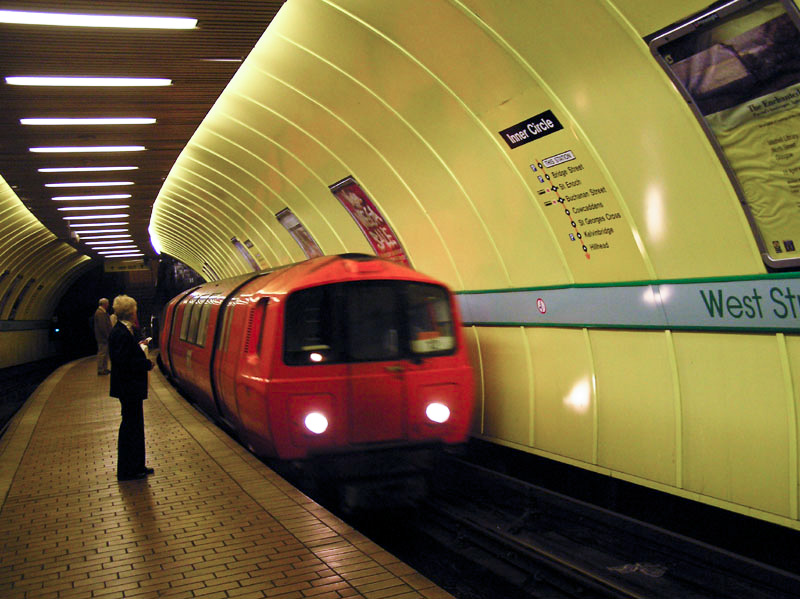
Arrivée d'un métro à la station de West Street.

La ville de Glasgow possède l'un des plus anciens métros du monde, après ceux de Londres et Budapest. Ce métro comporte une seule ligne circulaire. Il est surnommé Clockwork Orange (Orange mécanique) en raison de la couleur des wagons. Elle dessert un total de 15 stations (8 au nord de la Clyde et 7 au sud).
Glasgow est dotée d’un réseau ferroviaire urbain très vaste qui est le plus grand en Grande-Bretagne, hormis Londres. Le réseau ferroviaire urbain de Glasgow et sa région compte 13 lignes et 191 gares.
Les trains partent aussi vers le nord et l'est de l’Écosse, depuis Queen Street Station, et vers le sud et l'Angleterre depuis Glasgow Central.
L'Avanti West Coast dessert la principale route de Glasgow  à Londres (gare d'Euston) et la First Transpennine Express dessert la route à Manchester. La First ScotRail assure les liaisons en Écosse avec Londres, aussi bien que la liaison nocturne en voitures-lits Caledonian Sleeper.

#### Transports aériens
La ville dispose de deux aéroports internationaux :
- l'aéroport de Glasgow, situé à une dizaine de kilomètres à l'ouest du centre-ville, à Paisley ; avec environ 8,2 millions de passagers en 2008, c'est le deuxième aéroport d'Écosse après celui d'Édimbourg, et le huitième du Royaume-Uni. Il a été la cible d'un attentat terroriste en 2007 ;
- l'aéroport de Glasgow Prestwick, situé à une quarantaine de kilomètres au sud-ouest du centre-ville, par lequel ont transité environ 2,4 millions de passagers en 2008, ce qui en fait le quatrième aéroport d'Écosse ; son activité s'est fortement développée ces dernières années, en raison de son rôle de hub pour la compagnie à bas coût Ryanair.

### Climat
Le climat de Glasgow est de type océanique, marqué par des hivers modérés et des étés frais. L'humidité est importante toute l'année.
| Mois                              | jan. | fév. | mars | avril | mai  | juin | jui. | août | sep. | oct. | nov. | déc. | année |
| --------------------------------- | ---- | ---- | ---- | ----- | ---- | ---- | ---- | ---- | ---- | ---- | ---- | ---- | ----- |
| Température minimale moyenne (°C) | 1    | 1    | 2    | 3     | 6    | 8    | 11   | 10   | 8    | 5    | 2    | 1    | 5     |
| Température maximale moyenne (°C) | 6    | 6    | 8    | 11    | 15   | 17   | 18   | 18   | 15   | 12   | 8    | 6    | 12    |
| Record de froid (°C)              | −17  | −12  | −8   | −4    | −3   | 0    | 3    | 1    | −2   | −7   | −10  | −17  | −17   |
| Record de chaleur (°C)            | 13   | 12   | 15   | 23    | 27   | 29   | 30   | 31   | 25   | 21   | 15   | 13   | 31    |
| Précipitations (mm)               | 86,9 | 79   | 74,4 | 46,5  | 33,5 | 38,6 | 49,5 | 52,6 | 56,6 | 84,8 | 84,8 | 74,9 | 762,1 |

## Urbanisme

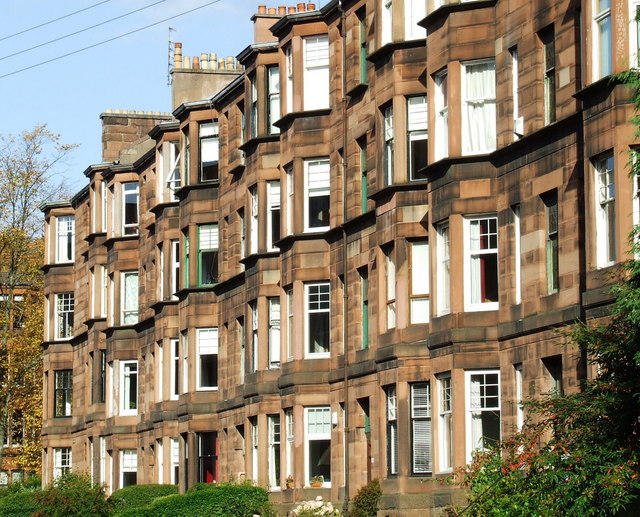
Immeubles typiques de Glasgow, en grès rouge.

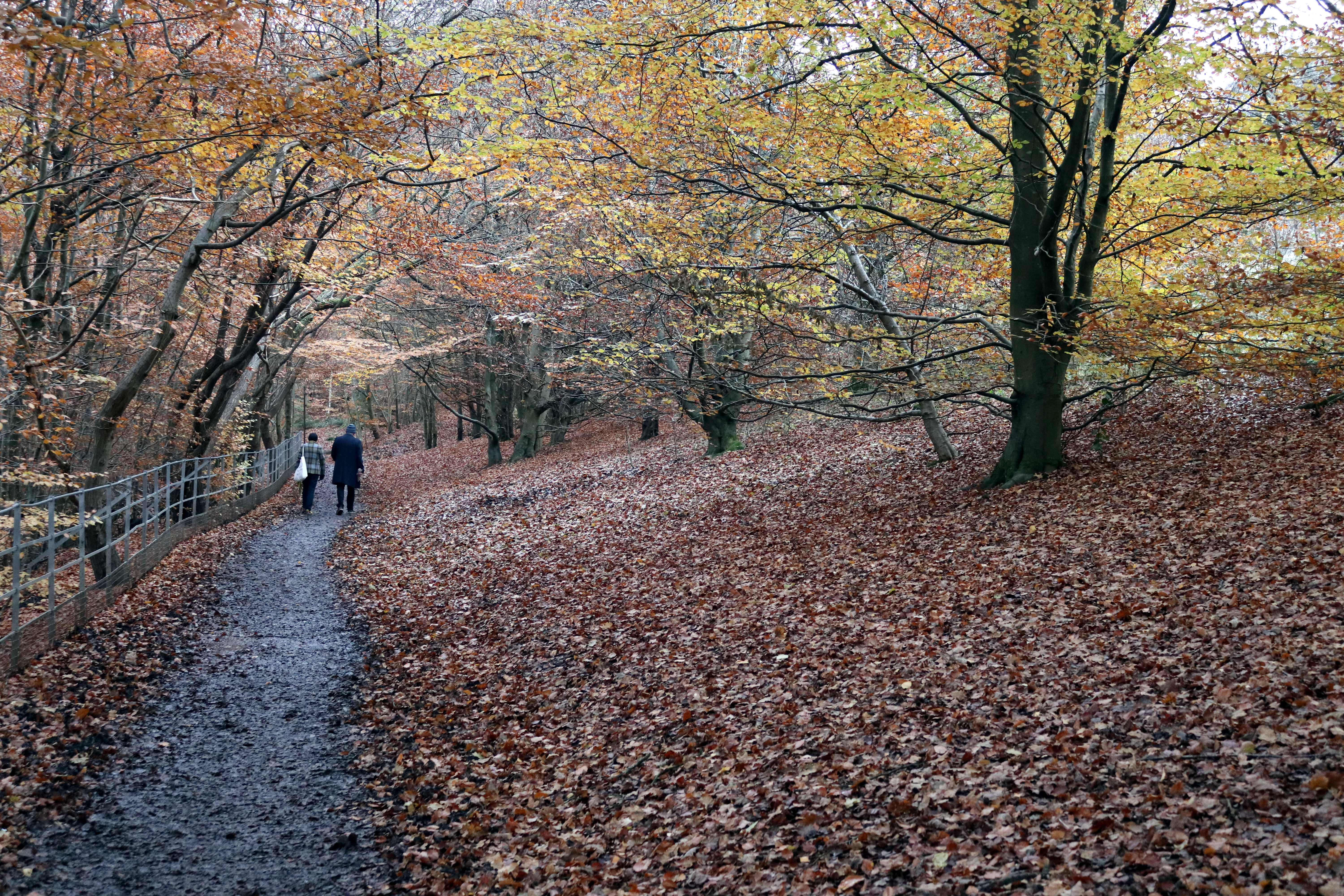
Couleurs d'automne dans le Linn Park à Glasgow. Novembre 2019.

Glasgow compte de nombreux immeubles pour lesquels la ville est réputée. Il s'agissait du mode de logement le plus en vogue aux XIXe et XXe siècles et ils demeurent l'hébergement le plus commun à Glasgow aujourd'hui. Ils sont la propriété d'une large frange de types sociaux et sont appréciés pour leurs grandes pièces et la hauteur de leurs plafonds. Le quartier de Hyndland est la seule zone du Royaume-Uni où tant d'immeubles d'époque ont été conservés. Certains possèdent plus de six chambres.
Comme de nombreuses villes du Royaume-Uni, Glasgow a assisté à l'édification de nombreux gratte-ciel dans les années 1960. Ceux-ci ont été élevés sur l'emplacement d'immeubles en décrépitude construits pour des travailleurs immigrés des Highlands ou du reste des îles britanniques, et notamment d'Irlande, afin de pourvoir à la demande d'ouvriers.
La population de Glasgow a connu une longue période de recul démographique sévère au cours du XXe siècle, ce qui se traduit aujourd'hui par la présence de nombreux bâtiments abandonnés.

## Toponymie
On donne généralement au nom de Glasgow une origine cambrienne ou moyenne irlandaise Glas Cau qui signifie la vallée verdoyante . L’agglomération originelle a probablement eu un nom cambrien Cathures[réf. nécessaire]. Le nom moderne apparaît pour la première fois en 1116 sous la forme Glasgu. Toutefois, on sait par ailleurs que le roi de Strathclyde, Rhydderch Hael a accueilli saint Kentigern (aussi connu sous le nom de saint Mungo) et l’a reconnu évêque au VIe siècle. Ce dernier a prêché pendant treize ans dans la région et a construit son église près de la source de Molendinar. Autour de cette église, une communauté s’est développée sous le nom de Glasgu.

## Histoire

### Origines

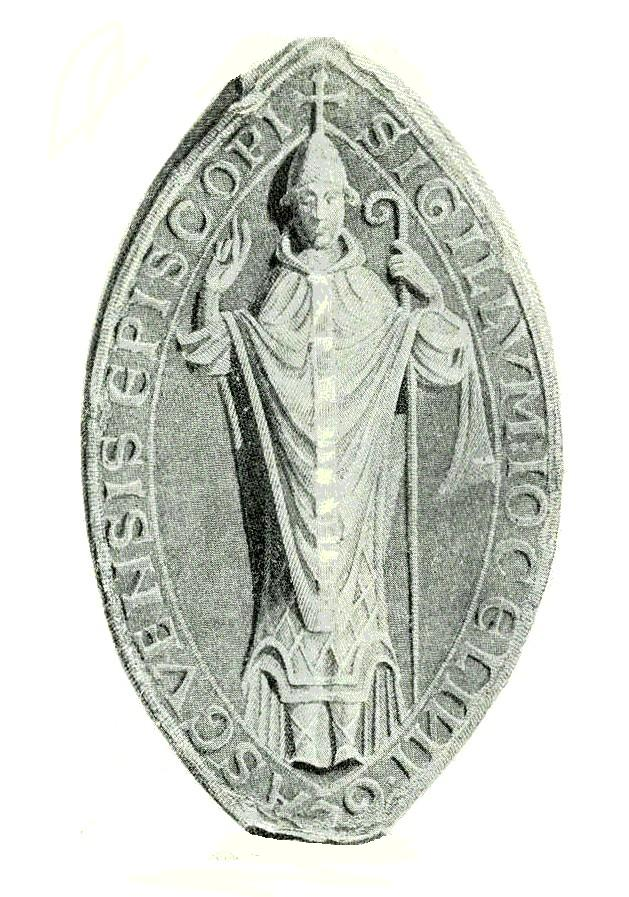
Le sceau de Jocelin, évêque de Glasgow.

Le site actuel de Glasgow, le point le plus en aval de la Clyde proposant  un passage à gué et servant de lieu de pêche au saumon, est occupé depuis la préhistoire. Les origines de Glasgow comme ville établie découlent en dernière analyse de sa position médiévale comme deuxième plus grand évêché d’Écosse. Glasgow s’est développée au cours des Xe et XIe siècles sous l’impulsion du roi David Ier d'Écosse et de l’évêque John Capellanus.
Auparavant le site était le lieu d’un ancien ensemble religieux établi par saint Mungo, aussi nommé saint Kentigern au cours du VIe siècle. Saint Mungo est supposé avoir converti les Écossais au christianisme. Il bâtit une église chrétienne sur les rives du Molendinar Burn où on lui attribue la réalisation de quatre miracles qui lui valent d'apparaître sur le blason de la ville. Mais l'on ne peut parler d'Écosse ni d'Écossais pour le VIe siècle. Au nord de Glasgow se trouve le domaine des Pictes, qui n'ont rien de commun avec les Brittons anciens ou romanisés, n'étant pas à l'origine des populations celtes. Ce qui devient Glasgow constitue en tout cas la zone la plus au nord des terres gouvernées de façon éphémère par les peuples britanniques, mais commence à appartenir aux tribus Scots qui sont des Gaëls d'Irlande, formant sur les rivages de la côte ouest les premières installations durables qui, quelque trois siècles plus tard, peuvent annexer les terres voisines et fonder l'Écosse sous l'autorité chrétienne. L'Écosse est donc héritière, par son passé, de la civilisation celtique devenue romaine et chrétienne, celle de l'île de Bretagne, et la ville de Glasgow partage la même origine. Saint Gildas (Sant Weltaz) et saint Patrick (Sant Padrig), tous les deux Britto-Romains, sont originaires de cette contrée de l'estuaire de la Clyde. Entre la mort de saint Mungo, le 13 janvier 603, et la fondation de l'archevêché de Glasgow, en 1175, on connaît peu de détails sur l'histoire de la ville.

### Ville épiscopale
L'évêché devient l'un des plus grands et plus riches dans le Royaume d'Écosse. Entre 1175 et 1178 cette position est encore renforcée lorsque l'évêque Jocelin obtient du roi Guillaume Ier d'Écosse le statut de burgh pour la cité épiscopale. Cela permet à la ville de se développer en exploitant des monopoles économiques et autres garanties juridiques. Entre 1189 et 1195, ce statut est complété par la création d’une foire annuelle, foire qui perdure de nos jours sous le nom de foire de Glasgow.
La ville de Glasgow grandit au fil des siècles. La fondation de l’université de Glasgow en 1451 et l'élévation de l’évêché au rang d’archevêché en 1492 améliore encore le statut de la ville, tandis que l'université d'Édimbourg, autre pôle culturel prestigieux en Écosse, est déjà connue dans toute l'Europe.
Daniel Defoe qui visite la ville au début du XVIIIe siècle écrit dans son livre A tour thro' the Whole Island of Great Britain que Glasgow est la plus propre et la plus belle ville de Grande-Bretagne, Londres excepté. À cette époque la population de la ville s’élève à environ 12 000 habitants.

### Prospérité
Après l’Acte d’Union de 1707, l’Écosse entre dans une grande phase de prospérité. Glasgow a accès aux échanges avec le vaste marché de l’Empire britannique et devient une place prépondérante dans le commerce international en étant une plaque tournante du commerce vers les Amériques, en particulier pour le commerce du tabac, du coton et du sucre. Un port en eau profonde est créé à Port Glasgow sur le Firth of Clyde, la Clyde étant à cette époque de faible profondeur au cœur de la ville. À la fin du XVIIIe siècle, plus de la moitié du commerce du tabac britannique est concentrée sur la Clyde à Glasgow.

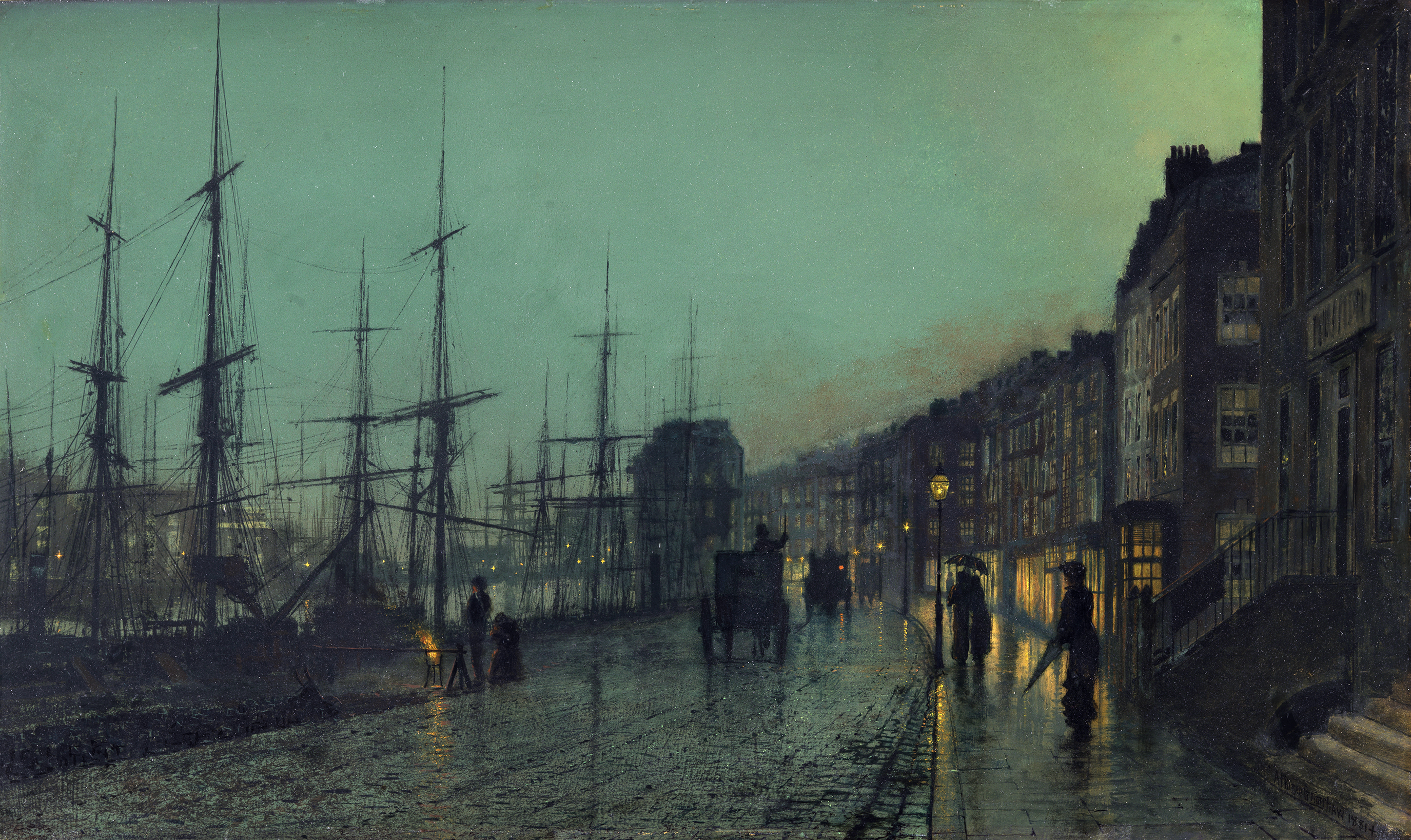
La Navigation sur la Clyde, Grimshaw 1881

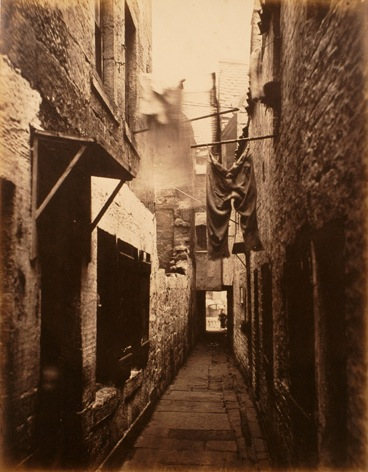
Un quartier pauvre (slum) en 1871

Grâce à son développement industriel, Glasgow est bientôt connue pour ses produits textiles ou sidérurgiques, lesquels partent à l'exportation. L’ouverture du Monkland Canal et du bassin de Port Dundas en 1795 facilitent l’accès au minerai de fer et aux mines de charbon du Lanarkshire. Un vaste programme d’aménagement fluvial de la Clyde, avec un dragage en profondeur jusqu’à Glasgow permettant l’accès de la ville aux navires de haute mer, fait de la construction navale une industrie majeure sur les tronçons supérieurs de la Clyde. Dans le même temps, la Clyde devient une importante source d’inspiration pour les artistes comme John Atkinson Grimshaw désireux de dépeindre la nouvelle ère industrielle et le monde moderne. La population de Glasgow dépasse celle d’Édimbourg en 1821. À la fin du XIXe siècle, la ville est devenue la deuxième ville de l’Empire. En 1870, elle couvre plus de la moitié du tonnage des ports de Grande-Bretagne et le quart des locomotives du monde.
La physionomie historique de la ville date du XIXe siècle pour sa majeure partie. C’est à cette époque-là que sont réalisés les plus beaux bâtiments et que la ville adopte son plan actuel. La cathédrale Saint-Mungo (achevée au milieu du XVe siècle) et la maison Provand's Lordship (1471) sont certes des bâtiments plus anciens mais restent des exceptions. La ville est de plus dotée d’un approvisionnement en eau stable avec l’aqueduc de Milngavie, d’un métro, d'un réseau de tramway, d’une mairie monumentale et de quelques équipements culturels tels que la Mitchell Library et le Kelvingrove Art Gallery and Museum. La ville de Glasgow a accueilli une série d’expositions internationales à Kelvingrove Park, en 1888, 1901 et 1911. Celle qui eut lieu au Parc Bellahouston en 1938, connue sous le nom d'Empire Exhibition, avait parmi ses principales attractions une tour en acier de 300 pieds (91,44 m) de hauteur, la Tait Tower, qui fut démontée l'année suivante.

### XXesiècle

#### Difficultés économiques

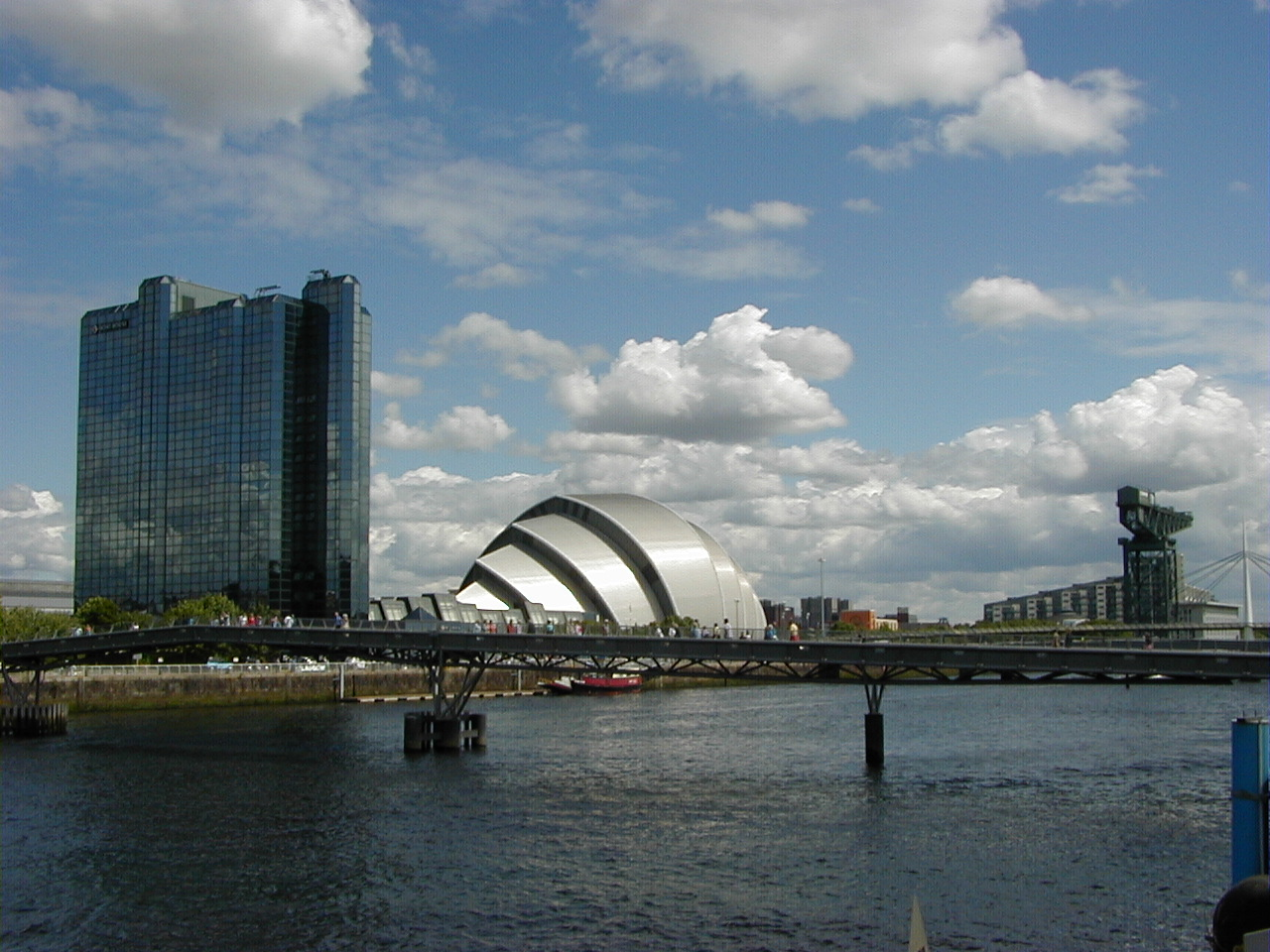
La régénération de Glasgow a mis l'accent sur la Clyde et a créé des structures emblématiques, telles que le Clyde Auditorium.

Le XXe siècle a vu se succéder une période de déclin puis de renouveau pour la ville de Glasgow. Après la Première Guerre mondiale, la ville souffre de la récession et ensuite de la Grande dépression de la fin des années 1920. Cela se traduit par une hausse du socialisme radical qui se révèle au sein d’un mouvement glaswegian, le Red Clydeside. La ville retrouve un peu de forces grâce à l’économie de guerre organisée pendant la Seconde Guerre mondiale, même si elle doit faire face aux bombardements allemands. Elle bénéficie ensuite fortement du boom d’après-guerre qui dure jusque dans les années 1950. Cependant, la décennie suivante, Glasgow voit sa position dominante dans de nombreux secteurs s’affaiblir. La raison en est un manque d’investissements et d’innovation conjugué à la concurrence croissante de pays comme l’Allemagne et le Japon. Glasgow entre alors dans une longue période de déclin économique avec une désindustrialisation rapide conduisant à un chômage élevé, un déclin de l’urbanisme et une perte démographique très importante. La population dépend de plus en plus des aides sociales et le niveau sanitaire de la population est en baisse. On trouve néanmoins quelques tentatives de régénération de la ville comme celle proposée par le très controversé Rapport Bruce qui définissait un ensemble d’initiatives visant à stopper le déclin de la ville. Des accusations ont aussi frappé le Scottish Office, le ministère de l’Écosse au sein du gouvernement britannique. Il était accusé de vouloir limiter la puissance économique et politique de Glasgow de l’après-guerre en détournant les investissements étrangers vers les nouvelles industries installées dans d’autres régions écossaises comme cela s’est fait dans la Silicon Glen et en créant plusieurs villes nouvelles à Cumbernauld, Glenrothes, Irvine, Livingston et East Kilbride.

#### Renouveau

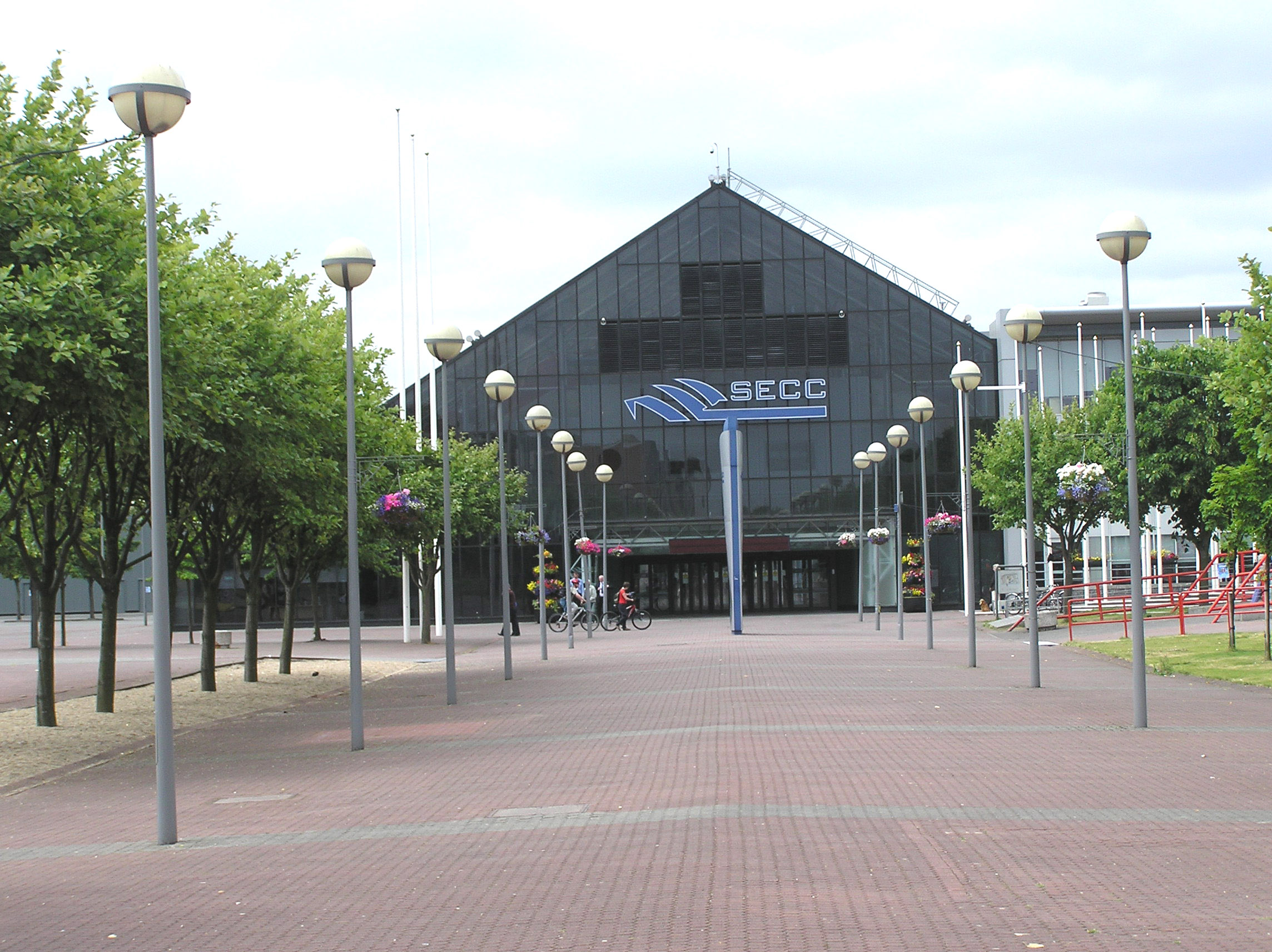
Scottish Exhibition and Conference Centre.

Toutefois, à la fin des années 1980, Glasgow connaît un nouveau rebond de son économie. Des efforts sont réalisés pour diversifier celle-ci et la redynamiser en provoquant une renaissance culturelle de la ville. Le « Glasgow's miles better » est lancé en 1983 pour promouvoir Glasgow comme destination touristique et lieu d’accueil pour les industriels. Cela se traduit par l’ouverture la même année de la Collection Burrell puis du Scottish Exhibition and Conference Centre en 1985. Glasgow cherche à attirer les investissements étrangers. Le potentiel culturel est affirmé avec la création du Glasgow Garden Festival en 1988, l’obtention du statut de capitale européenne de la culture en 1990. Le renouveau économique se traduit par la régénération des quartiers du centre ville, y compris le grand programme du Clyde Waterfront Regeneration. On assiste alors au retour des populations aisées dans ces quartiers anciennement défavorisés.
Glasgow se trouve aujourd’hui parmi les cinquante villes les plus sûres au monde, d’après le classement du cabinet de consultants Mercer, et le guide touristique Lonely Planet la place parmi le top 10 des villes touristiques.
En dépit de la renaissance économique de la ville, certains quartiers comme l’East End restent largement défavorisés. Un audit économique réalisé en 2007 rapporte que les inégalités entre quartiers défavorisés et quartiers prospères s’aggravent. En 2006, 47 % de la population de Glasgow vivait dans les 15 % des zones les plus défavorisées d’Écosse. Les services sociaux de la ville rapportent que 24 % de la population active de la ville sont sans emploi. Bien que légèrement inférieur à la moyenne britannique, Glasgow a un taux d'emploi supérieur à d'autres métropoles industrielles équivalentes comme Birmingham, Liverpool et Manchester. L’espérance de vie des habitants, en 2021, s'élève à 73,6 ans pour les hommes.

## Politique et administration

### Maire

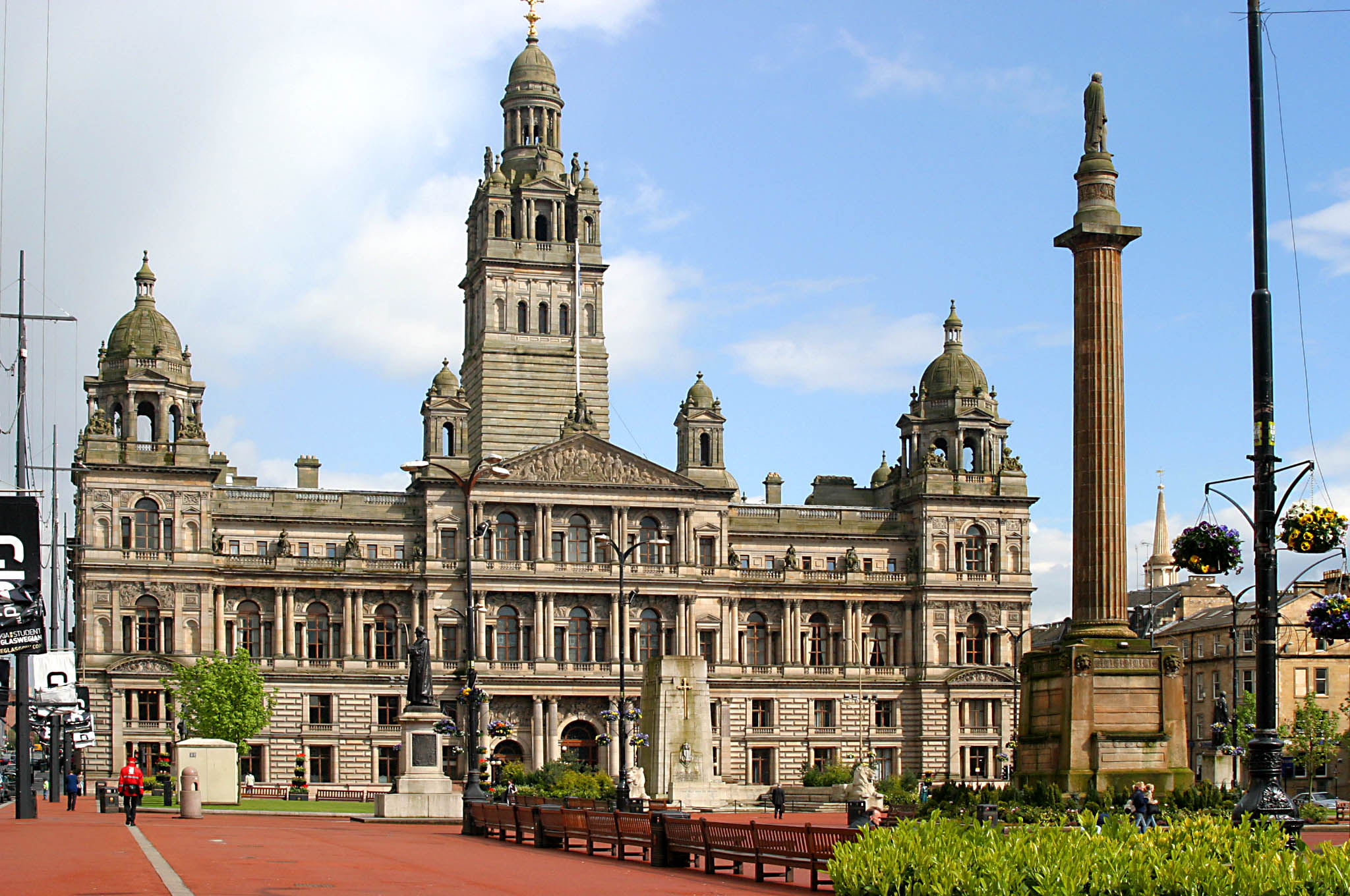
L'hôtel de ville de Glasgow, les Glasgow City Chambers.

La maire de Glasgow, dont la fonction est dénommée Lord Provost, est, depuis 2017 Eva Bolander. Le dernier conservateur à avoir dirigé la ville de Glasgow fut Sir Donald Liddle, de 1969 à 1972.
Les maires de Glasgow ces trente dernières années ont été :
| Nom            | Début de mandat | Fin de mandat | Parti                       |
| -------------- | --------------- | ------------- | --------------------------- |
| Eva Bolander   | 2017            | en cours      | Parti national écossais     |
| Sadie Docherty | 2012            | 2017          | Parti travailliste écossais |
| Bob Winter     | 2007            | 2012          | Parti travailliste écossais |
| Liz Cameron    | 2003            | 2007          | Parti travailliste écossais |
| Alex Mosson    | 1999            | 2003          | Parti travailliste écossais |
| Pat Lally      | 1996            | 1999          | Parti travailliste écossais |
| Tommy Dingwall | 1995            | 1996          | Parti travailliste écossais |
| James Shields  | 1994            | 1995          | Parti travailliste écossais |
| Robert Innes   | 1992            | 1994          | Parti travailliste écossais |
| Susan Baird    | 1988            | 1992          | Parti travailliste écossais |

Le conseil communal siège à l'hôtel de ville de Glasgow, les Glasgow City Chambers.

### Conseil de ville
La ville de Glasgow dispose d'un conseil de ville : le Conseil municipal de Glasgow, composé de 79 membres élus au suffrage universel dans des circonscriptions comptant trois ou quatre sièges. Le conseil de ville actuel a été créé en 1995 en application du Local Government etc. (Scotland) Act 1994. Ce conseil de ville a repris les compétences du conseil de district (Glasgow district council) et du conseil régional de Strathclyde qui existaient depuis 1974.

#### Composition
Le tableau ci-dessous présente la composition du conseil de district de Glasgow (1974-1992) et du conseil de ville de Glasgow (1995 à 2017).
| Année | Travaillistes | Conservateurs | SNP | Libéraux-Démocrates | Socialistes | Verts | Divers |
| ----- | ------------- | ------------- | --- | ------------------- | ----------- | ----- | ------ |
| 1974  | 55            | 17            | 0   | 0                   | 0           | 0     | 0      |
| 1977  | 30            | 22            | 16  | 1                   | 0           | 0     | 0      |
| 1980  | 44            | 11            | 0   | 3                   | 0           | 0     | 0      |
| 1984  | 59            | 5             | 0   | 2                   | 0           | 0     | 0      |
| 1988  | 60            | 4             | 0   | 2                   | 0           | 0     | 0      |
| 1992  | 54            | 5             | 2   | 1                   | 0           | 0     | 0      |
| 1995  | 77            | 3             | 1   | 1                   | 0           | 0     | 1      |
| 1999  | 74            | 1             | 2   | 1                   | 1           | 0     | 0      |
| 2003  | 71            | 1             | 3   | 3                   | 1           | 0     | 0      |
| 2007  | 45            | 1             | 22  | 5                   | 0           | 5     | 1a     |
| 2012  | 44            | 1             | 27  | 1                   | 0           | 5     | 1b     |
| 2017  | 41            | 1             | 30  | 1                   | 0           | 4     | 2      |

a Un élu du parti Solidarité ; b Un élu de Glasgow First.

### Jumelages
Glasgow est jumelée avec de nombreuses villes :
- Bethléem (Palestine)
- Dalian (Chine)
- La Havane (Cuba)
- Lahore (Pakistan)
- Marseille (France)
- Nuremberg (Allemagne)
- Rostov-sur-le-Don (Russie)
- Turin (Italie)

## Population et société

### Démographie
En 1900, la ville compte 1 000 000 habitants. À partir des années soixante, de grands projets de rénovation poussant les Glaswégiens vers les banlieues et les « New Towns » ainsi que les changements successifs des limites administratives de la ville entraînent la diminution de la population jusqu'à 592 000 habitants alors que la population de l'agglomération atteint 1 200 000 habitants.
Aujourd'hui, la population de la conurbation s'élève à environ 2,3 millions d'habitants, soit 41 % de la population de l’Écosse.
La population de Glasgow est en net recul depuis la fin de la Seconde Guerre mondiale. Pendant cette période, la ville a perdu près de 47 % de ses habitants.
Depuis 2011, la population augmente lentement (0,10 à 0,43% chaque année), et compte 615 830 habitants en 2022.
| 1891    | 1911    | 1921      | 1931      | 1939      | 1951      | 1961      | 1971    | 1981    |
| ------- | ------- | --------- | --------- | --------- | --------- | --------- | ------- | ------- |
| 783 000 | 784 000 | 1 034 000 | 1 088 000 | 1 088 000 | 1 079 000 | 1 055 000 | 897 000 | 881 000 |

| 1991    | 2001    | 2010    | 2012    | - | - | - | - | - |
| ------- | ------- | ------- | ------- | - | - | - | - | - |
| 681 000 | 579 000 | 592 820 | 512 080 | - | - | - | - | - |

### Éducation

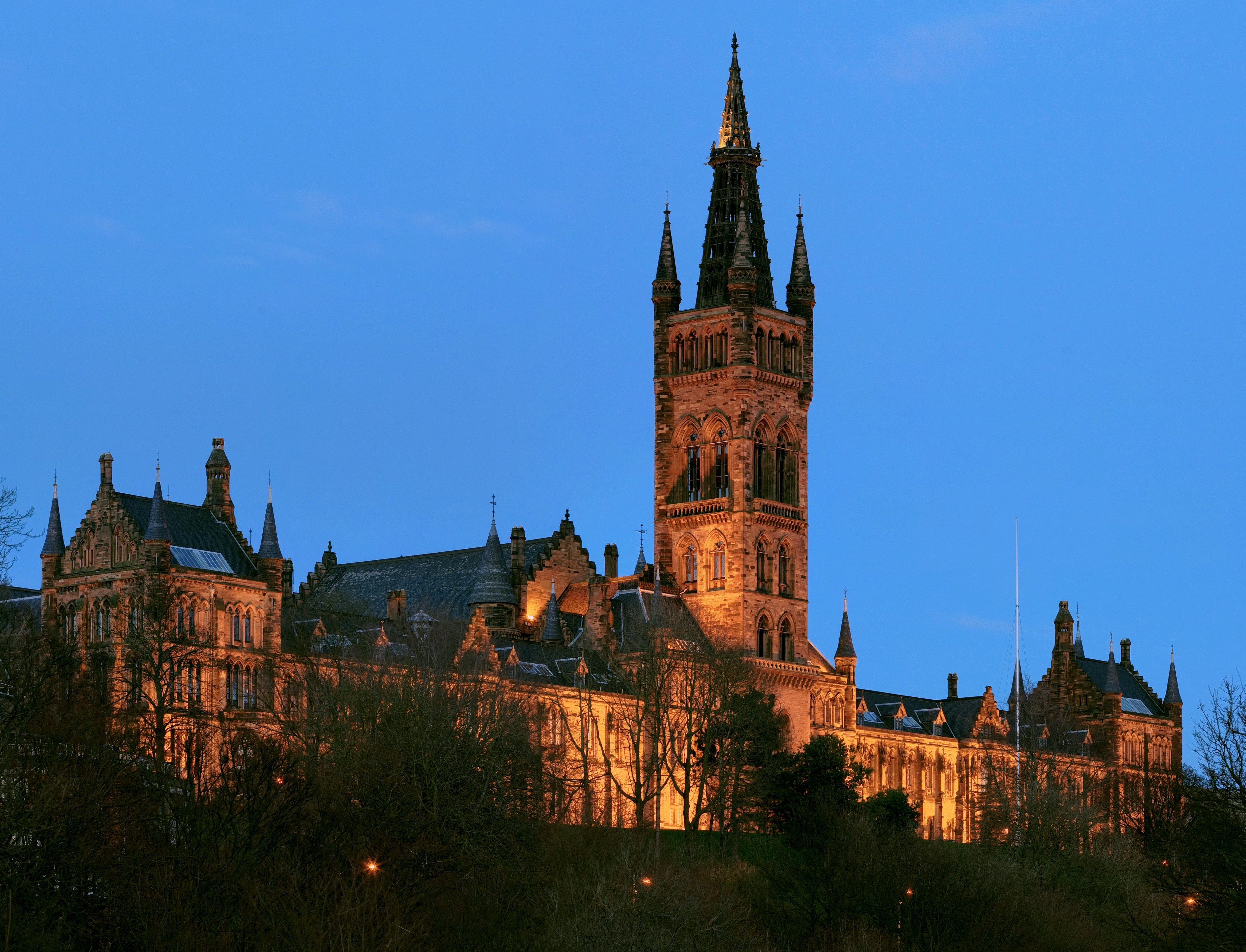
L'université de Glasgow est une des plus anciennes et plus importantes institutions éducatives du Royaume-Uni.

Glasgow est un important centre éducatif avec pas moins de quatre universités dans un rayon de seize kilomètres :
- université de Glasgow ;
- université de Strathclyde ;
- université calédonienne de Glasgow ;
- université de l'Écosse de l'Ouest.

À cela s'ajoutent d'importantes institutions comme le Glasgow Royal Infirmary, le Royal Conservatoire of Scotland, le Glasgow School of Art, ainsi qu'une dizaine d'autres.
Ainsi, la population étudiante dépasse les 168 000 personnes, ce qui fait de Glasgow la principale ville étudiante d'Écosse et la deuxième la plus importante du Royaume-Uni. La majorité des étudiants ne réside pas à Glasgow même mais en banlieue comme dans le district d'East Dunbartonshire.

### Santé
Les soins à Glasgow sont principalement du ressort du National Health Service (NHS), sous la responsabilité de sa section du Greater Glasgow and Clyde. Les urgences pour adultes sont gérées à la Western Infirmary pour l'ouest de la ville, à la Glasgow Royal Infirmary pour l'est et au Southern general pour le sud. Le Royal Hospital for Sick Children s'occupe des enfants.
On trouve des hôpitaux et des cliniques privées à Nuffield dans l'ouest et à Ross Hall au sud de la ville.
Les habitants de Glasgow ont, pour une raison inexpliquée, une santé globalement plus mauvaise et une faible espérance de vie par rapport au reste du Royaume-Uni et de l'Europe. Cette étrangeté est nommée l'effet Glasgow.
Une étude de l’Organisation mondiale de la santé (OMS) a établi qu’entre les quartiers riches et pauvres de Glasgow, la différence d’espérance de vie pour un habitant pouvait atteindre vingt-huit ans.
L'espérance de vie y est la plus basse de toute l'Europe occidentale : 73,1 ans pour les hommes et 78,3 pour les femmes, contre 79,3 et 85,3 en France.

### Sports
Glasgow a été désignée « capitale européenne du sport » pour l'année 2003.

#### Football
Le tout premier match international de football s’est déroulé à Glasgow en 1872 sur le terrain du West of Scotland Cricket Club dans le quartier de Partick. Le match opposait l’Écosse et l’Angleterre et se solda par un résultat nul, 0 à 0.
La ville compte deux stades classés cinq étoiles par l'UEFA, Ibrox Stadium avec 51 082 places et Hampden Park avec 52 670 places, ce qui lui permet d'accueillir des finales de Ligue des Champions ou de Ligue Europa.
Hampden Park est le stade national écossais. Il détient le record du nombre de spectateurs pour un match de football en Europe avec 149 547 personnes pour assister à la victoire de l'Écosse face à l'Angleterre par 3-1 en 1937, quelques jours avant que toutes les places ne deviennent assises.

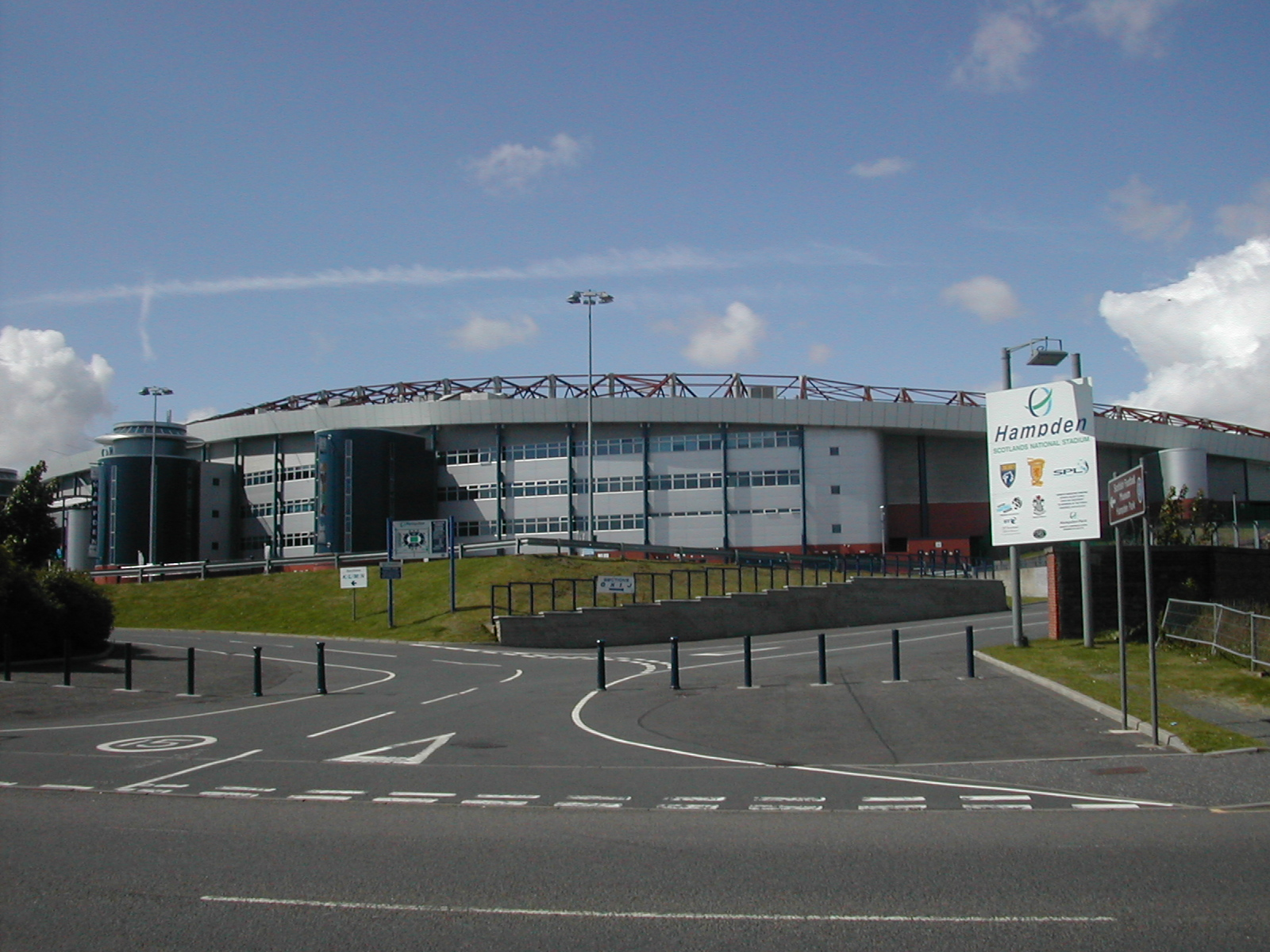
Hampden Park accueille les matches à domicile de l'équipe d'Écosse de football.

Glasgow compte sur son territoire trois clubs professionnels : le Celtic Football Club, le Rangers Football Club et le Partick Thistle Football Club. La rencontre entre les deux premiers donne lieu à un derby particulier surnommé l’« Old Firm ». Un quatrième club, le Queen's Park Football Club est un ancien club professionnel, redevenu amateur mais qui participe tout de même au championnat d’Écosse professionnel. Cinq autres clubs de la ville ont été à un moment donné professionnels et ont disputé la première division du championnat d'Écosse de football : Clyde Football Club qui a depuis déménagé à Cumbernauld, Third Lanark Athletic Club, Cambuslang Football Club, Cowlairs Football Club et Clydesdale Football Club qui eux ont tous fait faillite.
Glasgow est l'une des trois seules villes à avoir eu deux équipes en finale d’une coupe d’Europe la même année (avec Liverpool en 1985, et Madrid en 1986, 2014 et 2016) : en 1967 le Celtic remporte la finale de la Coupe d'Europe des clubs champions en battant l’Inter de Milan pour devenir le premier club britannique à remporter le trophée ; les Rangers, eux, ont disputé sans l’emporter la finale de la Coupe d'Europe des vainqueurs de coupe.
| Club                          | Championnat                              | Stade           | Capacité (places) |
| ----------------------------- | ---------------------------------------- | --------------- | ----------------- |
| Celtic Football Club          | Première division (Scottish Premiership) | Celtic Park     | 60 832            |
| Rangers Football Club         | Première division (Scottish Premiership) | Ibrox Stadium   | 51 082            |
| Partick Thistle Football Club | Première division (Scottish Premiership) | Firhill Stadium | 10 887            |
| Queen's Park Football Club    | Quatrième division (Scottish League Two) | Hampden Park    | 52 670            |

Glasgow accueille aussi le siège de la Fédération d'Écosse de football.

#### Rugby à XV
La ville de Glasgow est représentée dans le rugby à XV professionnel par une équipe, les Glasgow Warriors. Cette franchise dispute la Celtic League contre des équipes écossaises, galloises et irlandaises et la Coupe d'Europe de rugby à XV.
Dans le championnat d'Écosse de rugby à XV, c’est l’équipe des Glasgow Hawks RFC qui porte les couleurs de la ville. Ce club s’est formé en 1997 avec la fusion de deux des plus vieux clubs de la grande ville écossaise, Glasgow Academicals RFC et Glasgow High Kelvinside RFC. Dans le quartier de Griffnock, dans le sud de la ville, est situé l’autre club de rugby, le Glasgow Hutchesons Aloysians RFC créé en 2002 de la fusion des Glasgow Southern RFC et Hutchesons' Aloysians RFC.

#### Jeux du Commonwealth 2014
Le 9 novembre 2007, Glasgow a été désignée pour accueillir les Jeux du Commonwealth de 2014. Les différentes épreuves se sont déroulées dans plusieurs sites déjà existants ou à construire dans toute l’agglomération. Il était ainsi prévu une rénovation d’Hampden Park, de Kelvingrove Park et de Kelvin Hall ainsi que la construction d’une nouvelle salle omnisport, la Scotland's National Arena sur le site du Scottish Exhibition and Conference Centre. Le village d’accueil des sportifs devait se tenir dans l’est de la ville. De nouveaux équipements comme un vélodrome et des logements étaient prévus à Dalmarnock et Parkhead, et un centre aquatique près de Tollcross Park.

#### Championnats d'Europe d'athlétisme en salle 2019
Le 23 avril 2016, la ville est choisie pour organiser en mars 2019, les Championnats d'Europe d'athlétisme en salle 2019.

### Médias

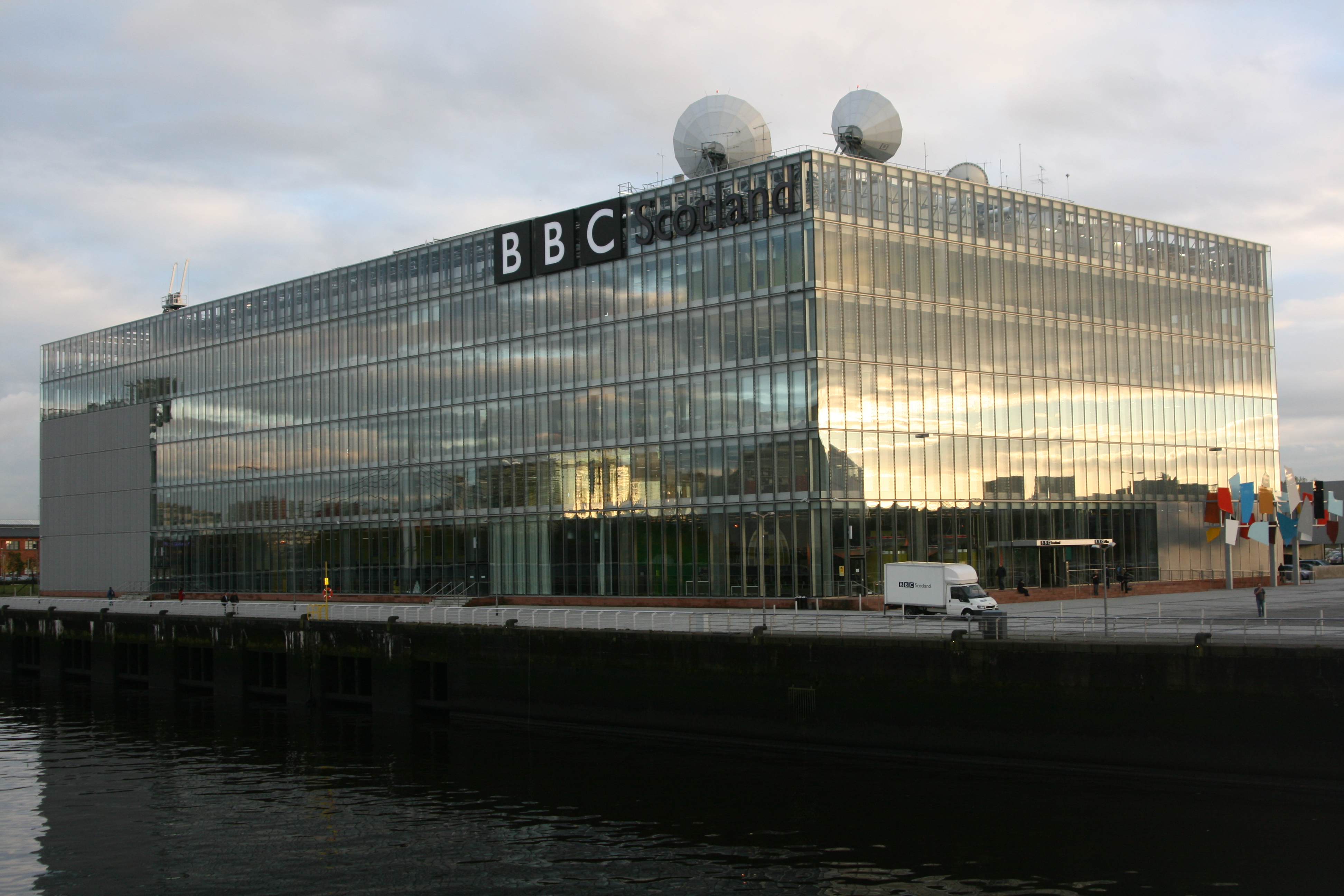
Locaux de BBC Scotland sur Pacific Quay.

#### Télévision
Glasgow abrite les locaux des deux principales chaînes de télévision écossaises : BBC Scotland, la chaîne nationale basée aux Pacific Quay Studios ; et STV, née de la fusion de Scottish Television (Écosse centrale) et de Grampian Television (Nord de l'Écosse).

#### Radio
De nombreuses stations de radio sont également basées à Glasgow. Les stations Clyde 1 et Clyde 2 font respectivement 14,4 % et 5,5 % de part d'audience. La BBC Radio Scotland parvient à séduire 9,2 % des auditeurs. Parmi les autres stations de radio, on trouve Capital Scotland, Real Radio Scotland, 105.2 Smooth Radio, Radio Free Scotland ou encore Celtic Music Radio.

#### Journaux
La presse écossaise publie de nombreux journaux tels que le Evening Times, The Herald, The Sunday Herald, le Sunday Mail et le Daily Record.

## Économie
Glasgow est le plus grand pôle économique d'Écosse, en étant le centre de l'aire urbaine appelé West Central Scotland.
Si historiquement, l'économie de Glasgow a été très influencée par ses charbonnages, sa sidérurgie et sa construction navale pendant la révolution industrielle, elle s'est depuis largement tournée vers le tertiaire depuis les années 1980. Glasgow est ainsi devenue un centre financier important et se caractérise aussi par une forte présence de centres d'appel qui emploieraient environ 20 000 personnes au total. Mais la ville est aussi un grand centre touristique, tout en ayant une influence régionale importante dans les fonctions médicale et éducative.
Glasgow s'est dotée d'installations portuaires modernes. Située à proximité d'un vaste bassin houiller, elle est un important centre industriel. Aux industries traditionnelles (construction navale et aciéries), aujourd'hui en déclin, ont succédé des industries liées à la production de pétrole (chimie et matériel de forage).

## Smart City
La municipalité de Glasgow a mis en place le projet Future City Glasgow, qui vise à améliorer la circulation et la sécurité publique (éclairage intelligent) à partir de l’analyse de données, notamment vidéos. L’application My Glasgow a aussi été développée pour permettre aux habitants d’échanger directement avec les services municipaux. Cette démarche s'inscrit dans une politique de ville intelligente avec une volonté de faciliter l'accès aux données ou Open Data.

## Culture et patrimoine

### Monuments et lieux touristiques

#### Musées
La ville de Glasgow abrite de remarquables collections d'art, visibles dans plusieurs musées.

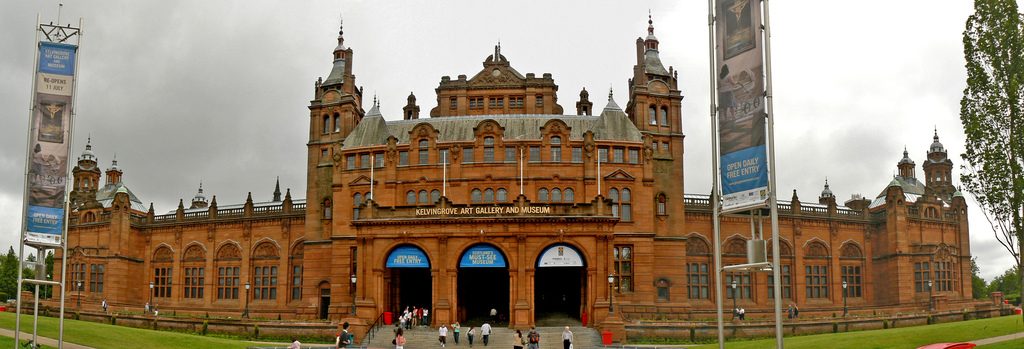
Kelvingrove Art Gallery and Museum.

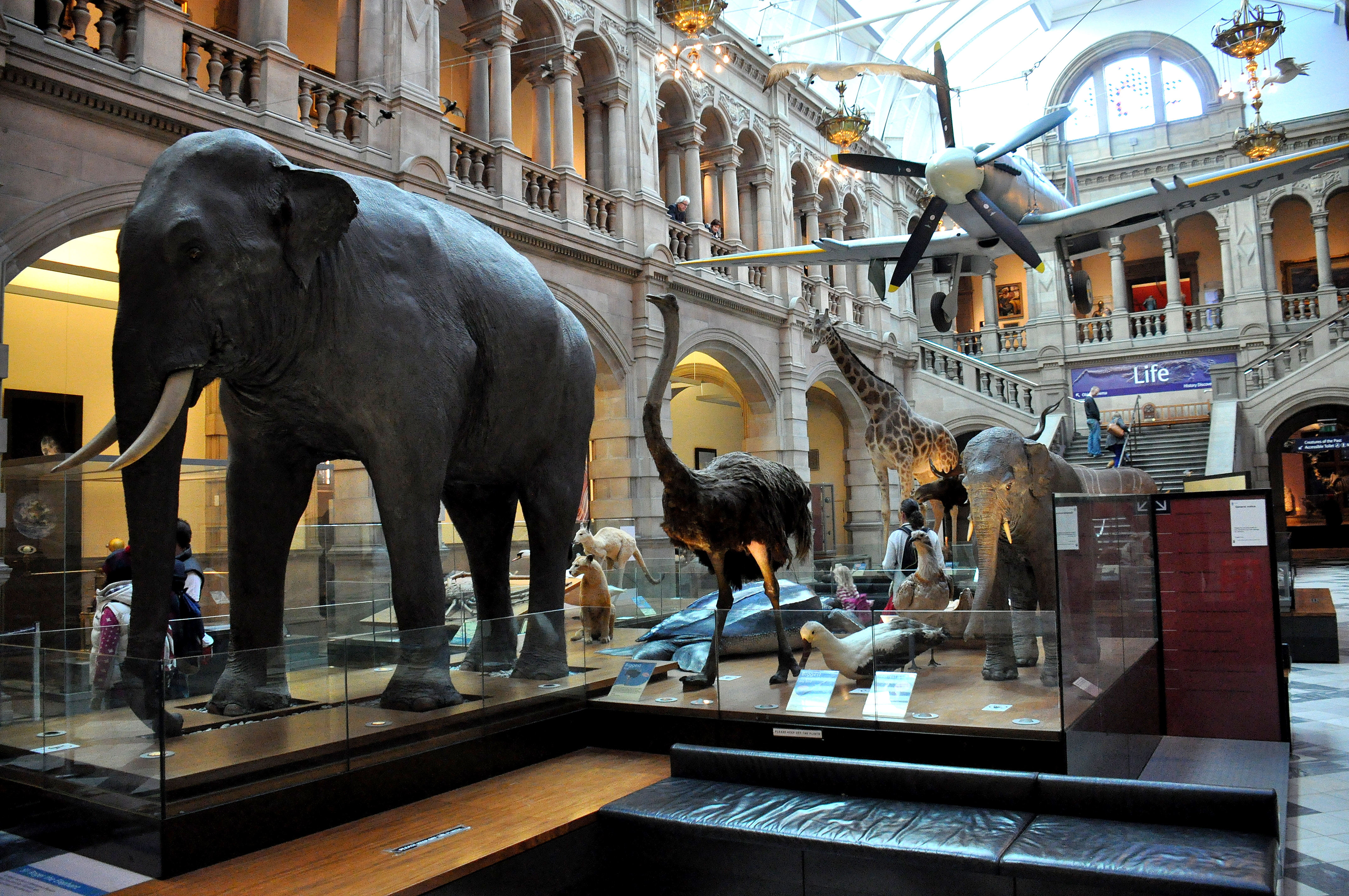
Kelvingrove Art Gallery : éléphants, autruche, girafe, Spitfire.

- Le Kelvingrove Art Gallery and Museum est le musée le plus réputé de Glasgow. Depuis sa réouverture en 2006, il a accueilli plus de six millions de visiteurs[45], ce qui en fait le musée le plus visité d'Écosse et le sixième musée le plus visité de Grande-Bretagne[46]. Situé sur les bords de la Kelvin, ce musée loge dans un bâtiment à l'architecture spectaculaire. Il compte plus de 8 000 objets exposés, répartis dans 22 salles[45]. Une des salles les plus attractives expose plusieurs spécimens de mammifères naturalisés, dont deux éléphants, une girafe et une autruche, le tout surmonté d'un Spitfire LA198, 602, le « City of Glasgow ». Dans d'autres salles sont exposés des tableaux de Salvador Dalí, Claude Monet, Paul Cézanne ou des artistes écossais du XIXe siècle. Une place particulière est faite à l'œuvre du poète écossais Robert Burns. On y trouve aussi des objets ethnographiques consacrés aux Highlands ou à l'île de Saint-Kilda.

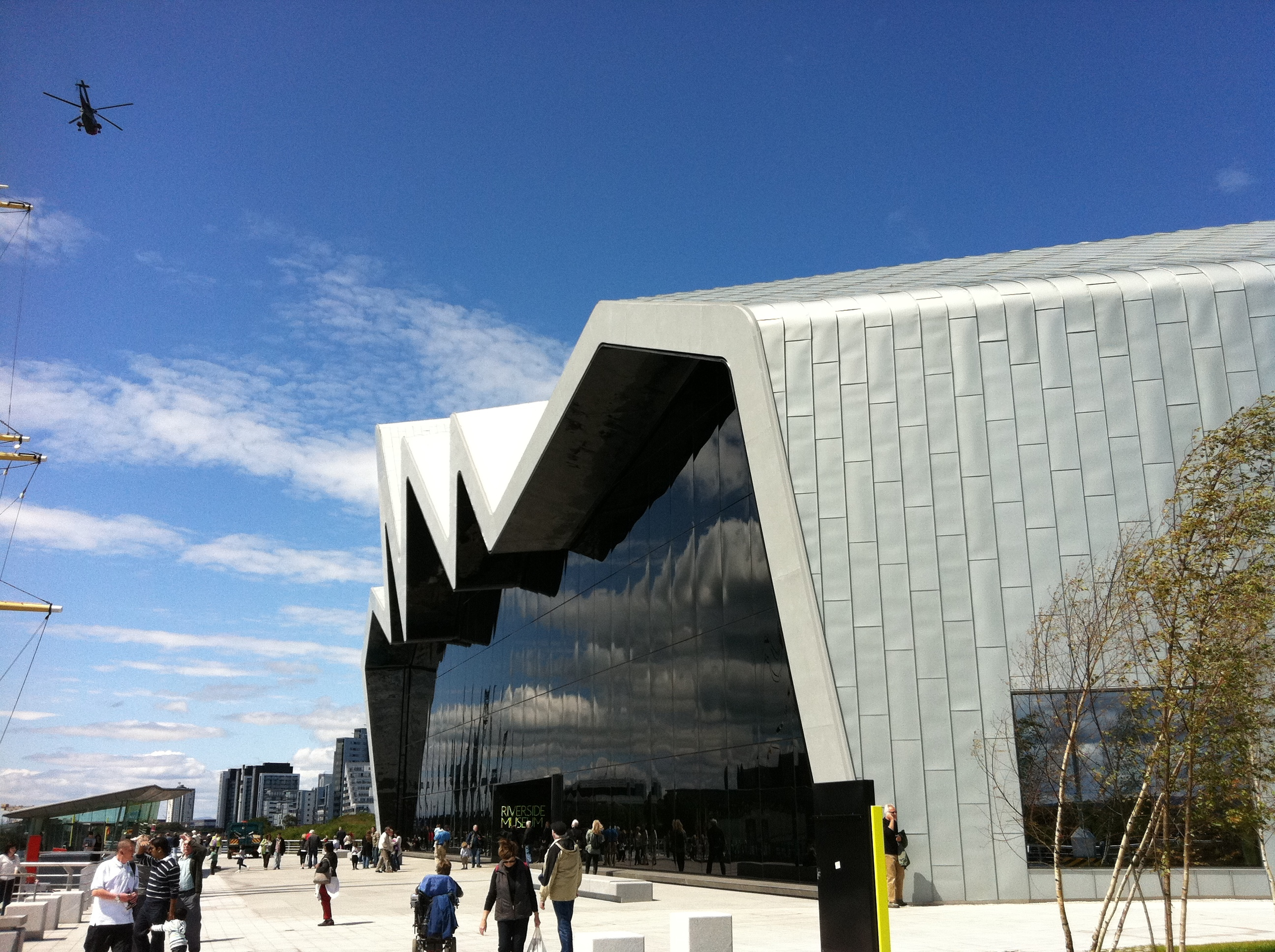
Façade du Museum of Transport.

- Le musée des transports, fondé en 1964[47] et situé Bunhouse Road, le long de la Kelvin, présente de nombreux engins liés aux transports à Glasgow entre le milieu du XIXe siècle et nos jours. Rehaussées par une lumière tamisée, les carrosseries de machines brillent. On peut voir les premiers véhicules hippomobiles utilisés à Glasgow, tout comme de nombreux vélocipèdes et autres premiers tramways et trolleybus. Légèrement en retrait des collections exposées, une rue entière, la Kelvin Street, a été reconstituée à l'identique, grandeur nature, comme elle se présentait au début des années 1930. Un demi-million de personnes visitent ce musée chaque année[47]. Dans une salle sont aussi exposés 250 modèles de bateaux, dont bon nombre naviguait jadis sur la Clyde. Le plus ancien des modèles exposés, le Comet, date de 1812[47]. Le nouveau musée des transports vient d'ouvrir le long de la Clyde.
- Le musée de Fossil Grove expose in situ un groupe de troncs d'arbres fossilisés découverts en 1887. Le bâtiment a été érigé sur le lieu même, afin d'en assurer la protection. Ces fossiles sont datés de 330 millions d'années. On trouve aussi au Fossil Grove d'autres groupes de plantes disparues qui, pour la plupart, poussaient en milieu tropical.
- Le musée Saint-Mungo de vie et d'art religieux se situe à Castle Street. Ouvert en 1993 dans le bâtiment qui abritait au Moyen Âge le château de l'évêque[48]. Il présente différents cultes religieux de la planète : bouddhisme, christianisme, islam, sikhisme, etc[48].

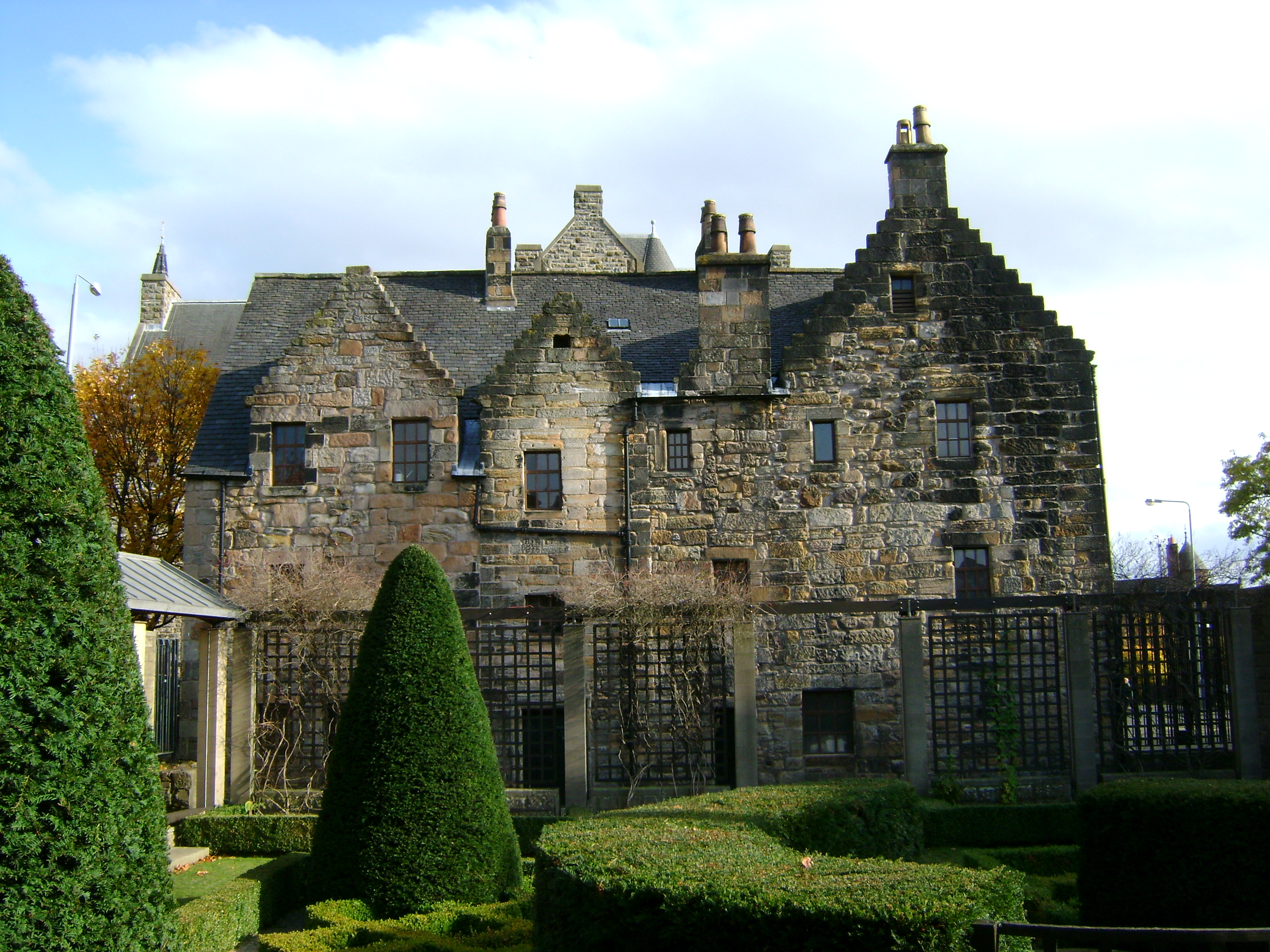
Le Provand's Lordship.

- Le Provand's Lordship est un musée situé dans la plus ancienne maison de Glasgow, construite en 1471. C'était alors une partie de l'hôpital construit par Andrew Muirhead, évêque de Glasgow[49]. Bénéficiant d'une donation de nombreux éléments de vie quotidienne du XVIIe siècle, le musée plonge ses visiteurs dans l'ambiance d'une maison glaswégienne aux alentours de 1700. À l'arrière de la maison, le jardin médicinal de Saint-Nicolas, conçu en 1997[49], permet d'observer d'étranges masques de pierre, connus sous le nom de Tontine Faces. Ce jardin présente plusieurs plantes médicinales employées au XVe siècle[49].
- Le Scotland Street School Museum, situé, comme son nom l'indique, sur la Scotland Street, raconte l'histoire de l'éducation en Écosse de 1872 à nos jours. Il a été réalisé par l'architecte Charles Rennie Mackintosh entre 1903 et 1906[50]. Le bâtiment abritait alors les locaux du School Board of Glasgow.
- Hunterian Art Gallery. La collection d'art de l'université comporte de nombreuses œuvres de James McNeill Whistler. L'aile Mackintosh est une reconstitution de la maison de Charles Rennie Mackintosh, architecte et designer de Glasgow.
- Hunterian Museum. La collection de William Hunter, anatomiste et pionnier de l'obstétrique, est aujourd'hui répartie entre ce musée et le Hunterian Art Gallery.

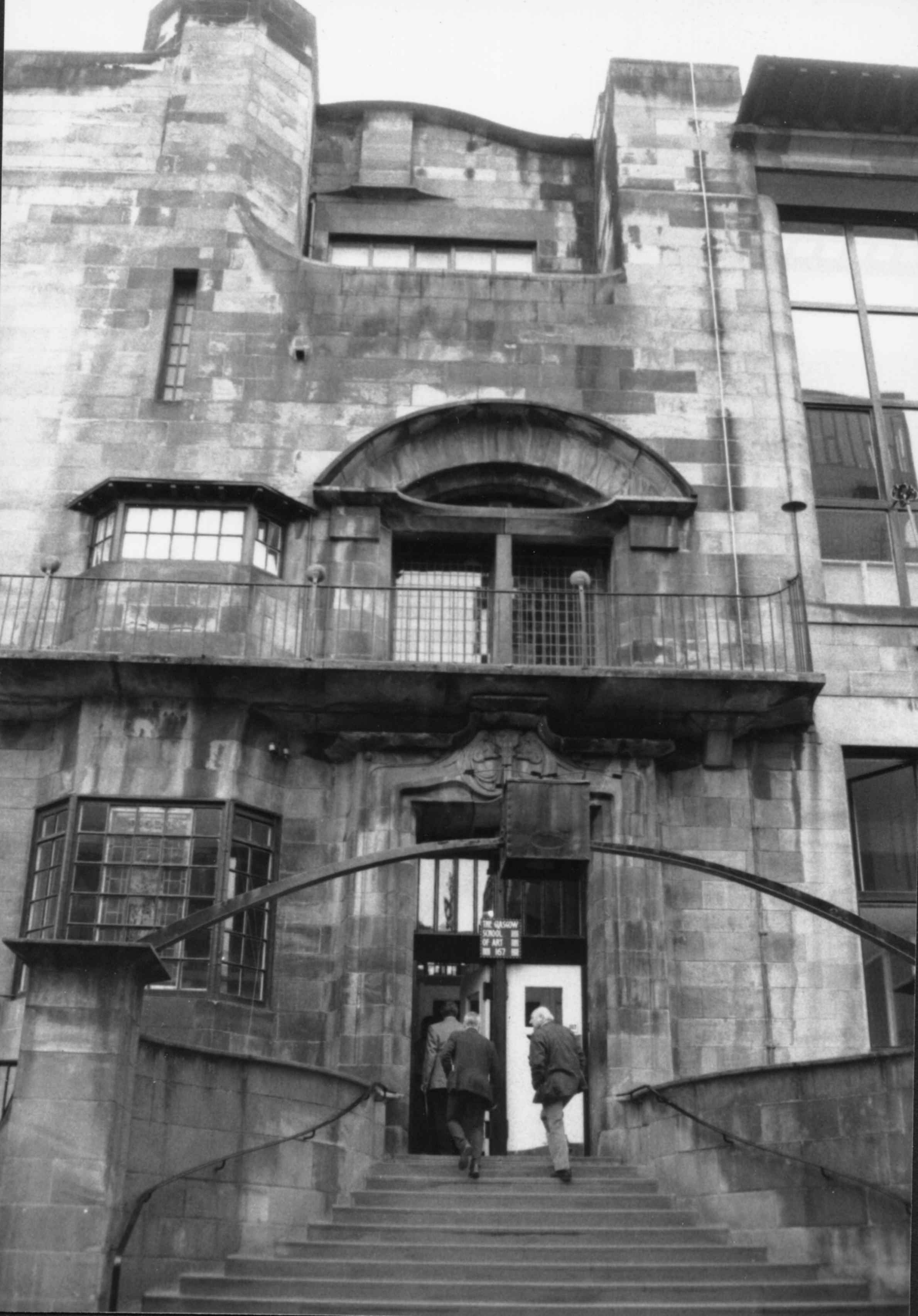
Glasgow School of Art - Bâtiment Mackintosh.

#### Monuments laïques
- Glasgow School of Art (École des Beaux-arts). Conçue par Charles Rennie Mackintosh à l'âge de 28 ans, cette institution de formation demeure son chef-d'œuvre. Elle fut construite en 1897-1899.

#### Édifices religieux

##### Cathédrale protestante

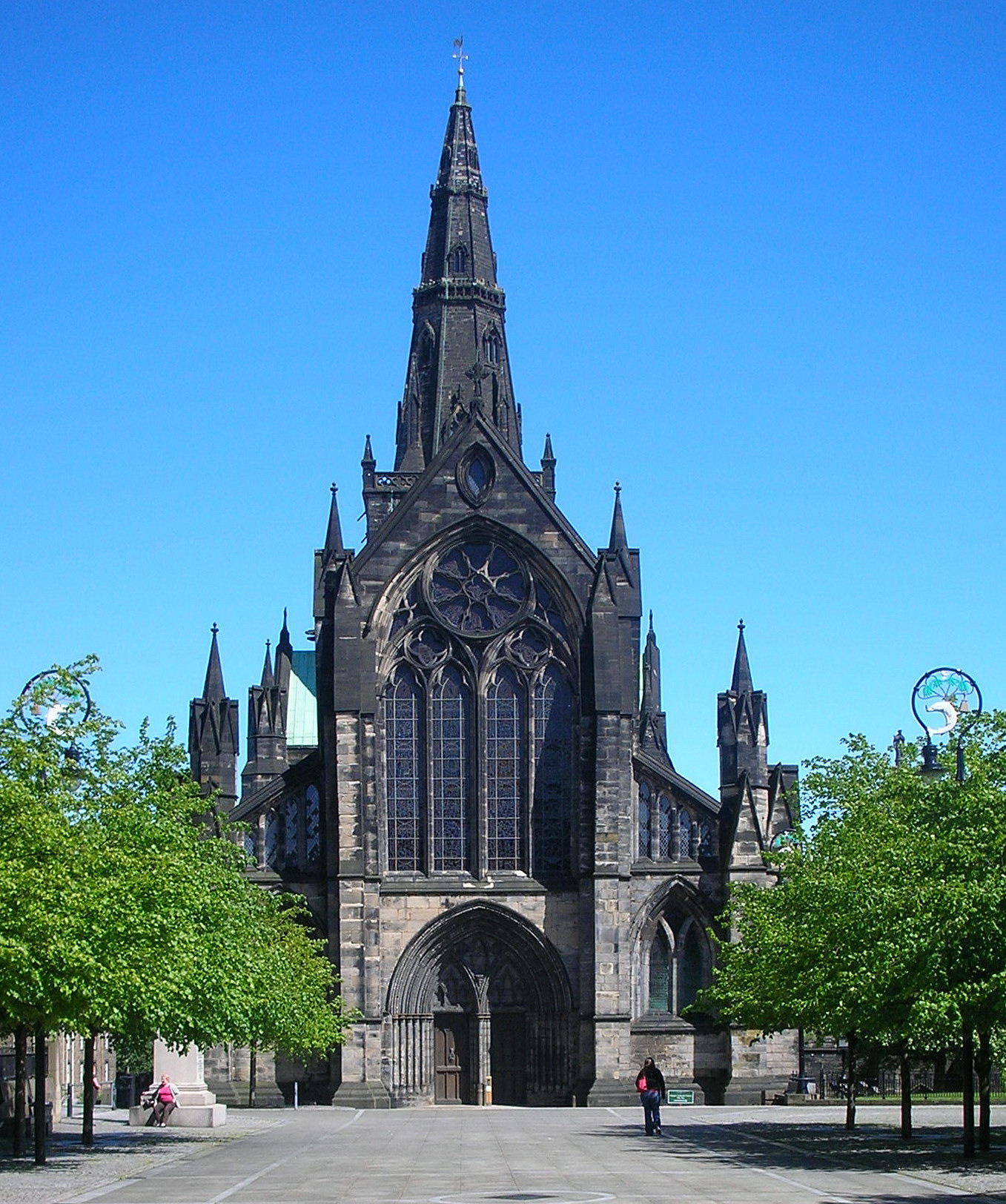
Façade de la cathédrale de Glasgow.

La cathédrale de Glasgow est sans conteste le monument religieux le plus important en Écosse au XIIIe siècle. Son origine remonte au temps du saint patron de la ville, saint Mungo, aussi nommé Kentigern (VIe siècle). Il construit une cathédrale sur l'emplacement d'un cimetière consacré un siècle auparavant par saint Ninian, lequel y avait même été enterré (612). Cette légende autour de sa fondation lui a valu d'être considérée comme un lieu de pèlerinage en terre celtique durant le Moyen Âge. On pense que cette première cathédrale n'était pas faite essentiellement de pierres mais plus de clayonnages et de poutres.
Le premier bâtiment en pierres ne remonte qu'au Xe siècle ; il est remplacé par un édifice puis par un autre encore au XIIe siècle. Le présent édifice est construit au cours du XIIIe siècle. Ce sont d'abord le chœur et l'église basse qui ont été érigés, puis la nef. La sacristie est construite au XVe siècle. Les dernières modifications monumentales ont été réalisées au temps de l'archevêque Blacader (1483–1508) qui est l'auteur d'une aile située sur l'ancien cimetière de Ninian.
La cathédrale de Glasgow est la seule cathédrale médiévale en Écosse à avoir survécu à la Réforme écossaise. L'intérieur du bâtiment avait en effet été préalablement divisé en trois petites églises, Outer High Kirk, Inner High Kirk et The Barony, ce qui lui avait permis d'échapper au statut de cathédrale mais pas aux dégradations.
Des découvertes archéologiques ont permis de mettre au jour 77 corps inhumés dans l'église basse. Certains étaient antérieurs à la construction de la cathédrale au XIIe siècle.

##### Autres cathédrales de la ville
La ville possède trois autres cathédrales : 
- cathédrale Saint-André, catholique ;
- cathédrale Sainte-Marie, épiscopalienne ;
- cathédrale Saint-Luc, grecque orthodoxe.

##### Synagogue

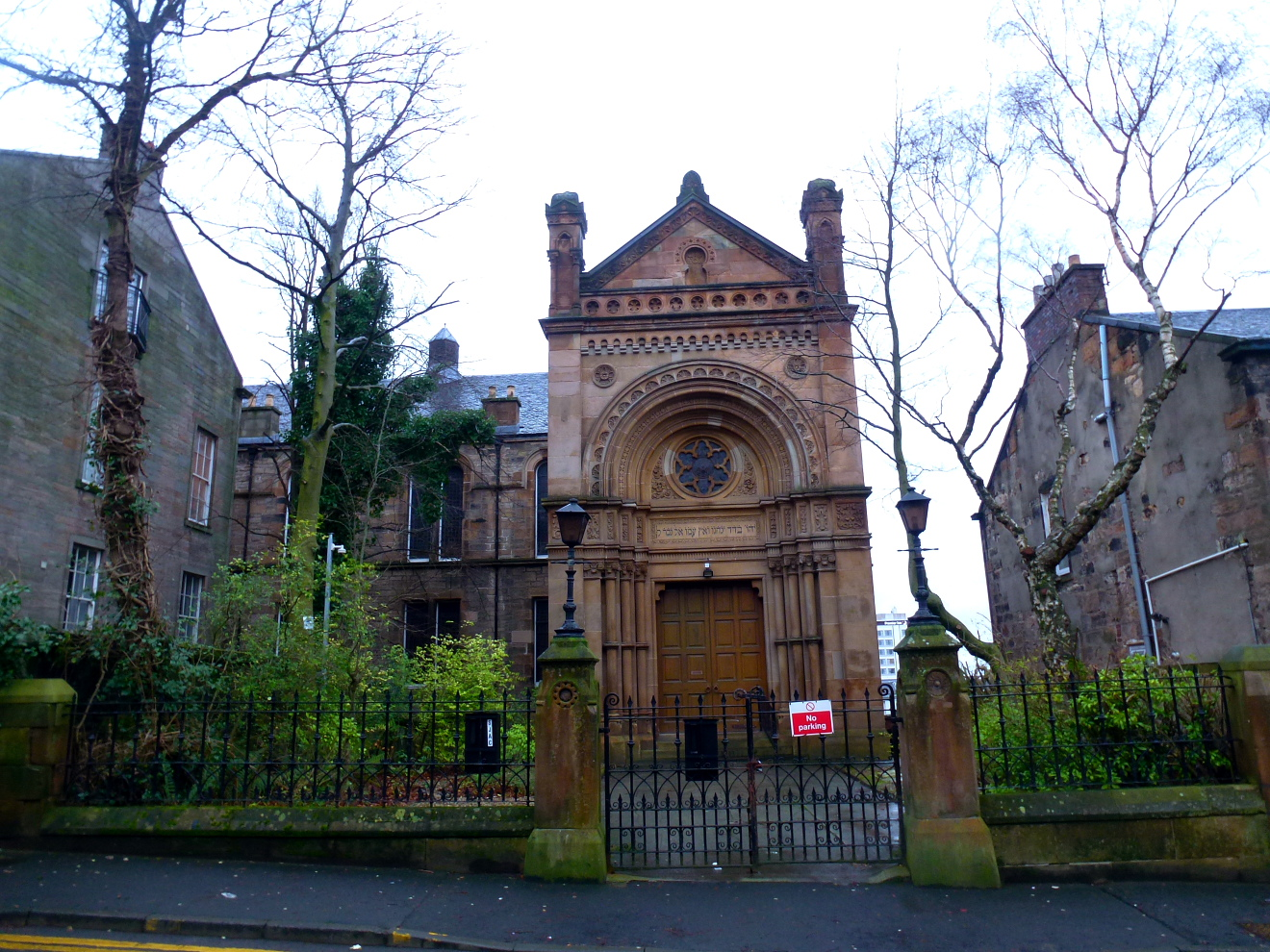
Synagogue de Garnethill.

- Synagogue de Garnethill, inaugurée en 1879.

#### Espaces verts
Glasgow compte plus de 90 parcs, ce qui a amené la ville à recevoir le surnom de The Dear Green Place. Une association, « Les Amis des parcs de Glasgow » s'est constituée pour promouvoir l'entretien et l'animation de ces espaces verts. Parmi les parcs les plus remarquables, on peut citer :
- Kelvingrove Park[54] est un parc de 34 hectares situé au nord de la Clyde, entre les quartiers de Patrick et Yorkhill[55]. Il abrite le Kelvingrove Art Gallery and Museum.
- Nécropole de Glasgow[56], décrite comme « l'unique représentation du Glasgow victorien, conçue alors que Glasgow était la deuxième ville de l'Empire. Elle reflète les sentiments de confiance, de richesse et de sécurité de ce temps-là[57] ». Il s'agit d'un des plus remarquables cimetières d'Europe et une véritable attraction touristique en Écosse[57].
- Glasgow Green, établi sur les rives de la Clyde, et bordé par l'ancienne manufacture de tapis James Templeton & Co, dont l'esthétique rappelle le Palais des Doges de Venise.

Glasgow Necropolis
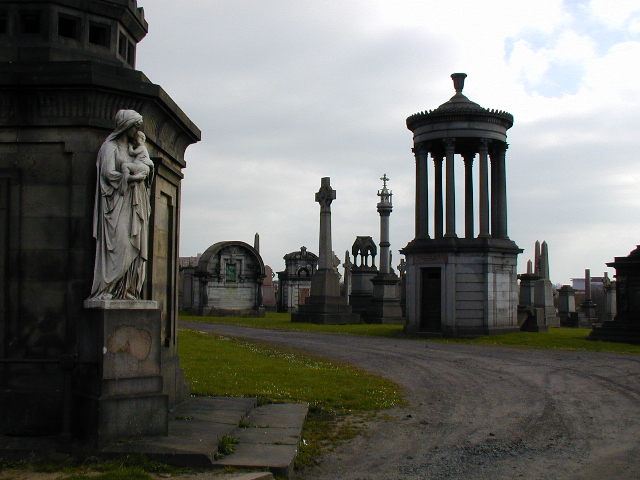
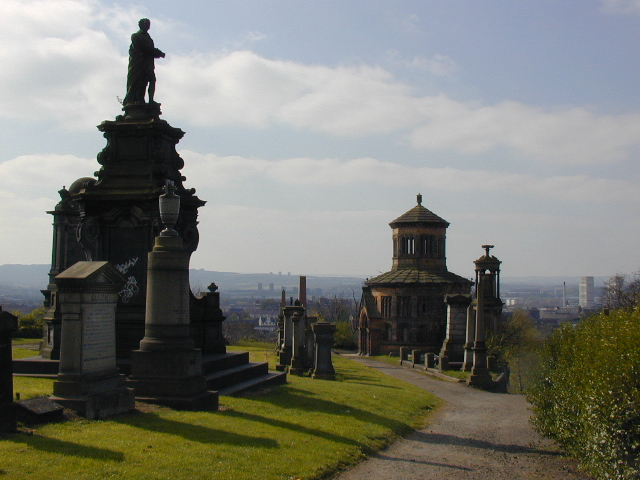
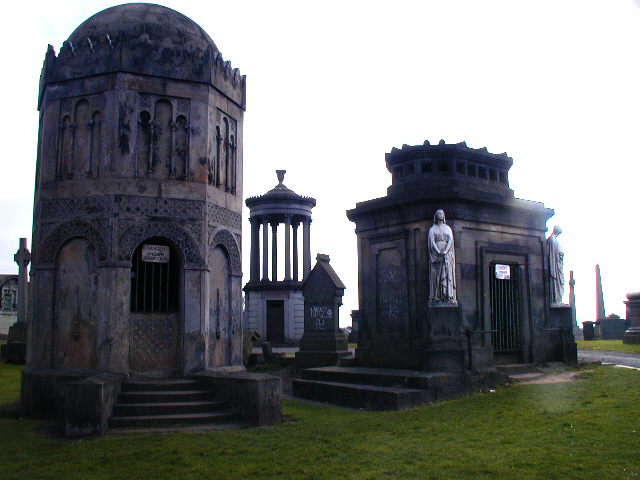
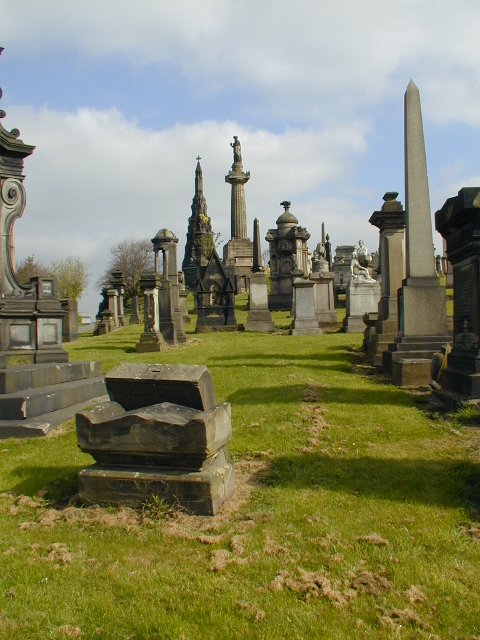
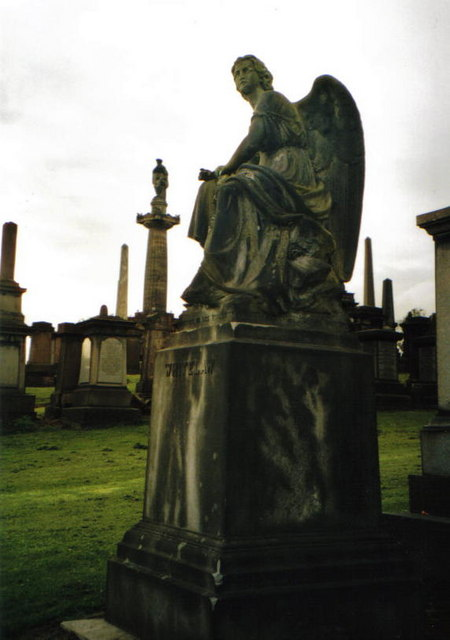
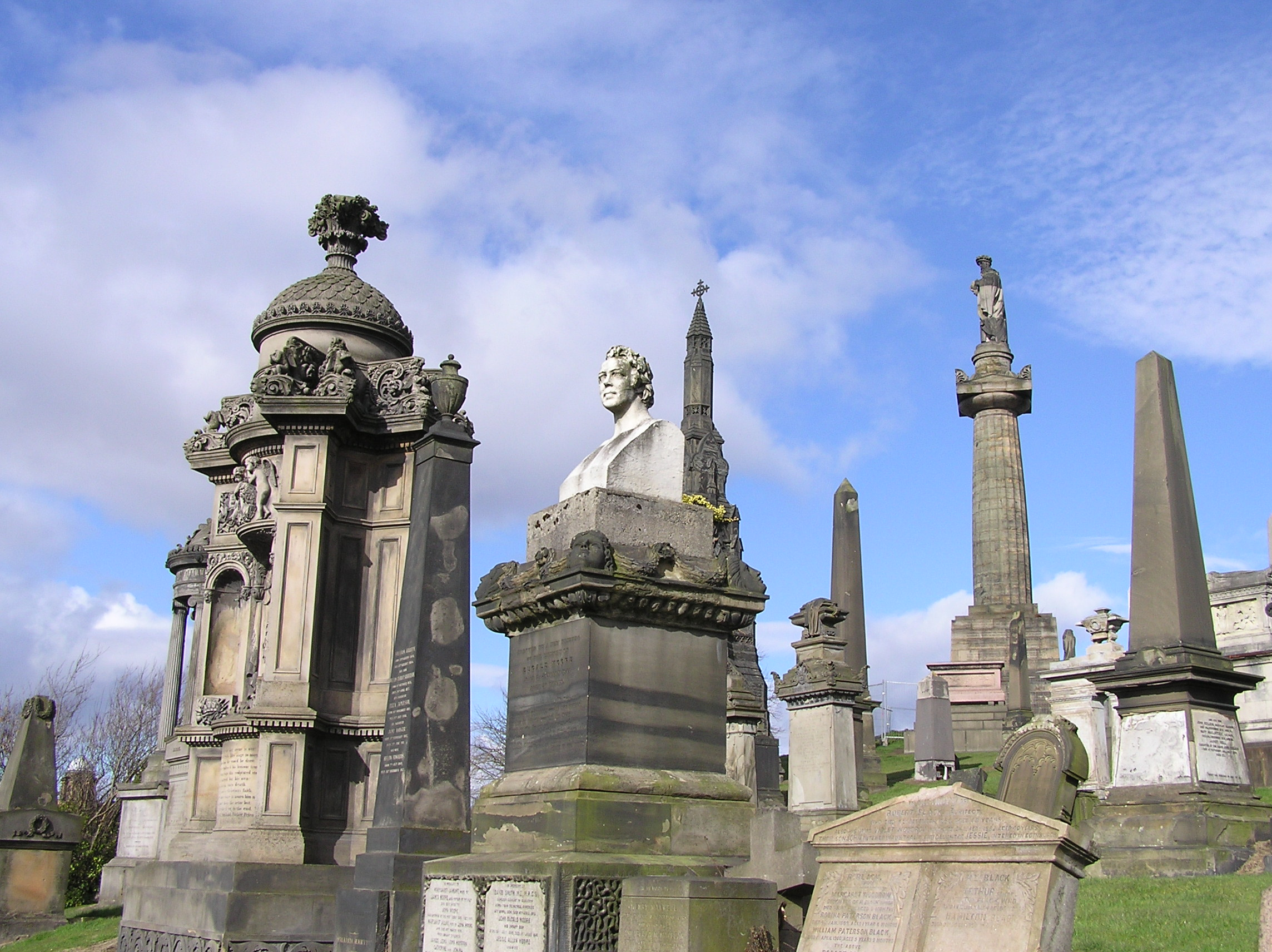

### Patrimoine culturel

#### Littérature
Robert Louis Stevenson débute  L'Émigrant amateur, 1895, par la phrase : "C'est dans les docks de Broomielaw, à Glasgow, que je découvris mes compagnons de voyage.".

#### Musique
Glasgow est le lieu de naissance de très nombreux groupes de rock : Simple Minds, groupe de rock new wave fondé en 1975 ; Belle and Sebastian, groupe de pop indie fondé en 1996 ; Jesus and Mary Chain, groupe de rock indé fondé vers 1984 ; Teenage Fanclub, groupe de rock indé fondé vers 1989 ; The Pastels, groupe pop-rock britannique fondé au début des années 1980 ; Travis, groupe de rock fondé vers 1990 ; The Silencers, groupe de rock celtique fondé  en 1985 ; Texas, groupe de rock fondé en 1985 ; Mogwai, groupe phare de la scène post-rock fondé en 1995 ; Franz Ferdinand, groupe de rock fondé à Glasgow en 2001. Angus Young, guitariste soliste d'AC/DC, groupe de hard rock de réputation internationale, est natif de Glasgow. Les frères Knopfler, qui ont fondé le groupe britannique Dire Straits en 1977, sont originaires de la ville.
Pour la pop, on peut notamment mentionner Jimmy Somerville et Amy Macdonald, tous deux nés à Glasgow.
En 2008, Glasgow est nommée ville Unesco de musique.

#### Musique classique
Glasgow possède un orchestre symphonique, autrefois dirigé par Walter Susskind et Bryden Thomson notamment. Est également basé aux City Halls le BBC Scottish Symphony Orchestra.
La Royal Scottish Academy of Music and Drama est située à Glasgow.

### Personnalités liées à la ville
- James MacTear (1845-1903), chimiste, né à Glasgow ;
- Peter Capaldi, né le 14 avril 1958, acteur et réalisateur, notamment connu pour son interprétation du 12e Docteur dans la série Doctor Who.
- Rory McCann, né le 24 avril 1969, acteur de cinéma et de télévision connu pour son rôle dans la série Game of Thrones
- David McCallum, né le 19 septembre 1933, acteur et musicien, notamment connu pour les séries Des agents très spéciaux, L'homme invisible et NCIS : Enquêtes spéciales.
- Andy Murray, né le 15 mai 1987, Tennisman, Vainqueur de l'Us Open 2012, de Wimbledon en 2013 et en 2016, champion olympique en 2012 et 2016, ancien no 1, vainqueur de la Coupe Davis 2015.
- Stephen Maguire, né le 13 mars 1981, joueur professionnel de snooker, vainqueur du championnat du Royaume-Uni 2004 et ancien no 2 mondial.
- Kenny Dalglish, né le 4 mars 1951, footballeur professionnel au Celtic et à Liverpool puis entraîneur
- Laura Fraser, née le 24 juillet 1976, actrice
- Amy Macdonald, née le 25 août 1987, auteure-compositrice-interprète
- George Bogle, né en 1747, un diplomate célèbre pour sa mission au Tibet.
- James Watt, né le 19 janvier 1736 à Greenock en Écosse - mort le 25 août 1819 à Heathfield Hall, un préparateur d'instruments à l'université de Glasgow.
- Marion Kirkland Reid, née en 1815, féministe
- John A. Macdonald, né en 1815, homme politique et premier Premier ministre du Canada.
- Charles Rennie Mackintosh, né en 1869 à Glasgow, architecte et designer
- Thomas Annan, né en 1829 à Glasgow, photographe
- Frank Lloyd, né en 1886 à Glasgow, réalisateur
- Ronnie McKinnon, né en 1940, footballeur international
- Mary Ure, en 1933 à Glasgow, actrice de théâtre et de cinéma
- Alex Ferguson, né en 1941 à Glasgow, ancien entraîneur historique de Manchester United, club évoluant en Premier League.
- Prentis Hancock, né en 1942 à Glasgow, acteur
- Mark Knopfler, né en 1949 à Glasgow, membre et fondateur du groupe de rock Dire Straits
- Gordon Brown, né en 1951 à Glasgow, ancien Premier ministre de la Grande-Bretagne
- Malcolm Young, né le 6 janvier 1953 à Glasgow, guitariste-fondateur du groupe de hard rock AC/DC
- Angus Young, né le 31 mars 1955 à Glasgow, frère du précédent et guitariste d'AC/DC
- Jim Kerr, né en 1959 : chanteur et fondateur du célèbre groupe Simple Minds
- Alan Morton (1893-1971), footballeur international écossais
- Eddie McCreadie (1940-), footballeur international écossais
- Alex Massie (1906-1977), footballeur international écossais
- Danny Blair (1905-1985), footballeur international écossais
- Jimmy Dunn (1900-1963), footballeur international écossais
- Tommy Law (1908-1976), footballeur international écossais
- Tom Forsyth (1949-), footballeur international écossais
- Willie Johnston (1946-), footballeur international écossais
- George Brown (1907-?), footballeur international écossais
- Davie Wilson (1939-2022), footballeur international écossais
- Jimmy Somerville, né en 1961 à Glasgow, chanteur pop
- Robert Carlyle, né en 1961 à Glasgow, acteur qui a joué dans Trainspotting, Full Monty : Le Grand Jeu et Le monde ne suffit pas
- Craig Ferguson, né  en 1962 à Glasgow, présentateur du Late Late Show sur CBS
- Colin Montgomerie, né le 23 juin 1963 à Glasgow, golfeur
- Marti Pellow, né le 23 mars 1965 à Glasgow, chanteur - leader du groupe pop Wet Wet Wet
- Tommy Flanagan, né le 3 juillet 1965 à Glasgow, acteur
- Billy Boyd, né en 1968 à Glasgow, acteur qui a joué le rôle de Peregrin Touque dans les trois films de la série du Seigneur des Anneaux
- Gerard Butler, né en 1969 à Glasgow, acteur qui a joué dans 300, Le Fantôme de l'Opéra ou encore P.S. I Love You
- Ewan McGregor, prétendu né en 1971 à Glasgow mais en réalité né à Crieff, acteur, a joué dans trois films de la série de Star Wars, Moulin Rouge
- Angus MacFadyen, né le 21 septembre 1963 à Glasgow, acteur, a joué entre autres dans Braveheart, Equilibrium, Saw 3 et dans la série Miracles
- James McAvoy, né en 1979 à Glasgow, acteur qui a joué dans Le Monde de Narnia : Le Lion, la Sorcière blanche et l'Armoire magique, Jane, Reviens-moi, X-Men : Le Commencement
- Maggie Reilly, née en 1956 à Glasgow, chanteuse qui a interprété entre autres Moonlight Shadow et To France, pour le musicien britannique Mike Oldfield
- SOPHIE : née à Glasgow le 17 septembre 1986, décédée à Athènes le 30 janvier 2021: Musicienne, chanteuse, DJ, compositrice, nommée en 2019 à la 61e cérémonie des Grammy, dans la catégorie meilleur album dance/électronique, avec son album Oil of Every Pearl's Un-Insides
- Christopher Brookmyre, né à Glasgow le 6 septembre 1968, écrivain
- John Barrowman, né à Glasgow le 11 mars 1967, acteur qui est connu pour Capitaine Jack Harkness dans Doctor Who et Torchwood
- Maud Sulter, née à Glasgow en 1960, artiste et femme de lettres ghanéenne et écossaise.
- Paul Gallacher, né à Glasgow en 1979, footballeur écossais.
- Nikki Cross, Catcheuse/Superstar de la WWE
- Lewis Capaldi, né à Glasgow en 1996, musicien et chanteur écossais, cousin de l'acteur Peter Capaldi, cité plus haut. Peter apparaît d'ailleurs dans le clip vidéo de la chanson Someone You Loved.
- Brian Limond, né à Glasgow en 1974, humoriste écossais.
- Amyas Morse (né à Glasgow en 1949), homme politique écossais.

### Héraldique

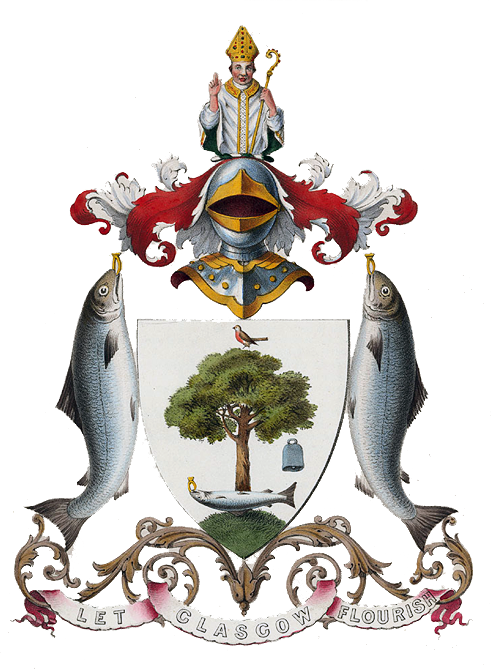
Les armoiries de Glasgow.

Le Lord Lyon a accordé à Glasgow ses armoiries le 25 octobre 1866. Elles comportent des symboles et des emblèmes associés au patron de la ville, Mungo, auparavant déjà utilisés sur le sceau municipal. Mungo lui-même est le cimier, et les emblèmes sur l'écu représentent les miracles fait par le saint, énumérés dans un vers traditionnel :
« Ici l'oiseau qui n'a jamais volé 

Ici l'arbre qui n'a jamais crû

Ici la cloche que l'on n'a jamais sonnée

Ici le poisson qui n'a jamais nagé »
L'arbre, actuellement un chêne, était originellement un noisetier. Saint Mungo a mis quelques branches de noisetier pour ré-enflammer un feu sacré éteint. L'oiseau est un rouge-gorge familier, que le saint a ranimé. La cloche est l'originel de la cathédrale de ce saint ; l'objet réel est dans le Palais du Peuple dans la cité. Le poisson est un saumon avec un anneau d'or dans sa bouche. Trois sont présents sur les armoiries ; un sur l'écu, et un pair comme les supports. L'anneau était la propriété d'une reine de Strathclyde, qui l'a perdue. Saint Mungo a attrapé un saumon dans la rivière Clyde et il a trouvé l'anneau dans le corps du poisson.
Les paroles du saint, « Seigneur, que Glasgow prospère en prêchant tes paroles et en louant ton nom », ont inspiré la devise de la ville : « Que Glasgow prospère ».